# Transport w Budapeszcie
Budapeszt jest najważniejszym węzłem komunikacyjnym Węgier – zarówno drogowym, jak i kolejowym. Jako prawie dwumilionowe miasto, posiada też rozwinięty system komunikacji miejskiej – tramwaje, autobusy, trolejbusy, metro, kolej podmiejską. Niektóre ze środków transportu zbiorowego zaliczają się do atrakcji turystycznych: najstarsza linia metra, kolejka dziecięca, kolejki zębate, kolejka linowa.

## Autostrady i drogi krajowe
Budapeszt jest początkiem 6 autostrad i 11 dróg krajowych.

### Autostrady

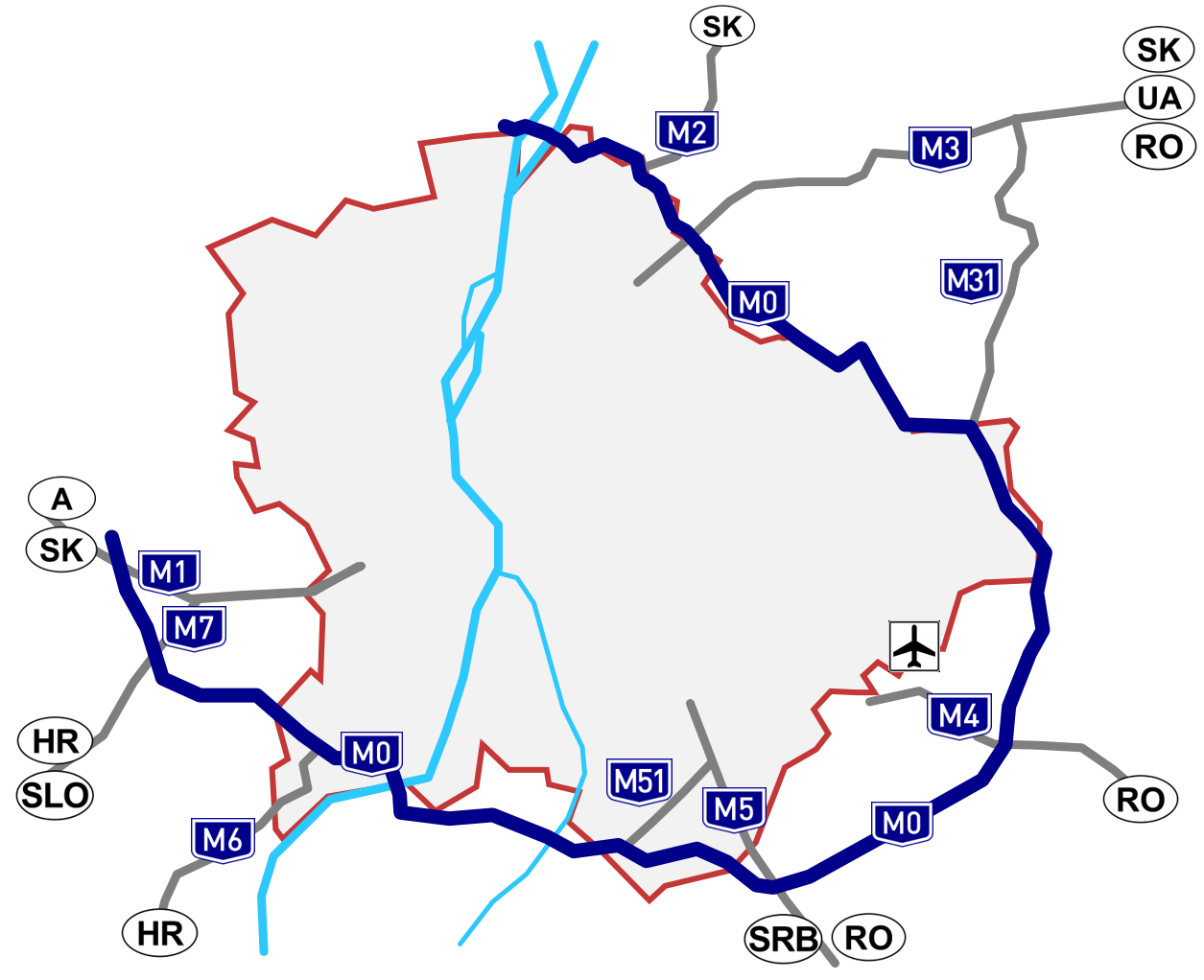
Autostrada M0

- M0 – obwodnica autostradowa. W przybliżeniu biegnie po południowej, wschodniej i północnej granicy Budapesztu od Budaörs do Békásmegyer, liczy 79 km. Planowany jest jeszcze odcinek do Budakeszi (dodatkowe 25 km). Przejazd bezpłatny.
- M1 – Budapeszt – Budaörs – Győr – Wiedeń, część tras europejskich E60 i E75. Na obszarze Budapesztu jest bezpłatna.
- M2 – Budapeszt (od autostrady M0) – Diósvölgy (6 km na północ od Vác); planuje się przedłużenie do granicy ze Słowacją w Hont. Autostrada stanowi część trasy europejskiej E77, jest bezpłatna.
- M3 – Budapeszt – Mezőkövesd – Nyíregyháza – Vásárosnamény, planuje się przedłużenie do granicy z Ukrainą. Stanowi część trasy europejskiej E71. Na obszarze Budapesztu jest bezpłatna.
- M5 – Budapeszt – Segedyn – Belgrad. Stanowi część trasy europejskiej E75, a na obszarze Budapesztu dodatkowo E60. Na obszarze Budapesztu jest bezpłatna.
- M6 – Budapeszt – Szekszárd – Mohacz – granica z Chorwacją. Stanowi część trasy europejskiej E73. Na odcinku od M0 do Érd jest bezpłatna.
- M7 – Budapeszt – Budaörs – Nagykanizsa – Letenye (granica ze Słowenią). Stanowi część trasy europejskiej E71. Na odcinku od Budapesztu do Érd jest bezpłatna.

### Drogi krajowe
- 1: Budapeszt – Tatabánya – Komárom – Győr – Mosonmagyaróvár – autostrada M15. Bezpłatna alternatywa dla autostrady M1.
- 2: Budapeszt – Vác – Rétság – Hont (granica ze Słowacją)
- 3: Budapeszt – Hatvan – Mezőkövesd – Miszkolc – Tornyosnémeti (granica ze Słowacją). Do Mezőkövesd bezpłatna alternatywa dla autostrady M1.
- 4: Budapeszt – Szolnok – Püspökladány – Debreczyn – Nyíregyháza – Záhony (granica z Ukrainą). Na odcinku do Püspökladány i dalej do Oradei (Rumunia) budowana jest autostrada M4.
- 5: Budapeszt – Kecskemét – Segedyn – Röszke (granica z Serbią). Bezpłatna alternatywa dla autostrady M5.
- 6: Budapeszt – Érd – Szekszárd – Pécs – Barcs (granica z Chorwacją). Do Szekszárd bezpłatna alternatywa dla autostrady M6.
- 7: Budapeszt – Székesfehérvár – południowe wybrzeże Balatonu – Nagykanizsa – Letenye (granica z Chorwacją). Bezpłatna alternatywa dla autostrady M7.
- 10: Budapeszt – Dorog – wzdłuż brzegu Dunaju do drogi nr 1
- 11: Budapeszt-Szentendre – Wyszehrad – Ostrzyhom – Tát (do drogi nr 10)
- 31: Budapeszt – Jászberény – Füzesabony (do autostrady M3)
- 51: Budapeszt – Dunaharaszti – Kalocsa – Baja – Hercegszántó (granica z Serbią)

## Mosty na Dunaju

### Pierwsze mosty
Pierwszy most na Dunaju na terenie dzisiejszego Budapesztu został zbudowany w II wieku – umożliwiał komunikację między Aquincum a twierdzami pomocniczymi Contra-Aquincum i Transaquincum. Znajdował się na wysokości Wyspy Małgorzaty.
Stały most na Dunaju planował wybudować już Zygmunt Luksemburski, ale plany przerwała jego śmierć. Po opanowaniu kraju przez Turków od czasu do czasu pojawiały się mosty pontonowe – np. w 1571 r.: istniał przy południowym krańcu Wzgórza Zamkowego i został zniszczony podczas wybuchu prochu w 1578 r., który zniszczył też Zamek.
Po wypędzeniu Turków istniał prom poruszany za pomocą liny. W 1767 r. zbudowano następny most pontonowy (musiał być na zimę usuwany), a w 1790 – kolejny. Ten ostatni istniał tam, gdzie most z lat 1571–78, i funkcjonował aż do otwarcia pierwszego stałego mostu na Dunaju – Mostu Łańcuchowego – w r. 1849.

### Most Łańcuchowy

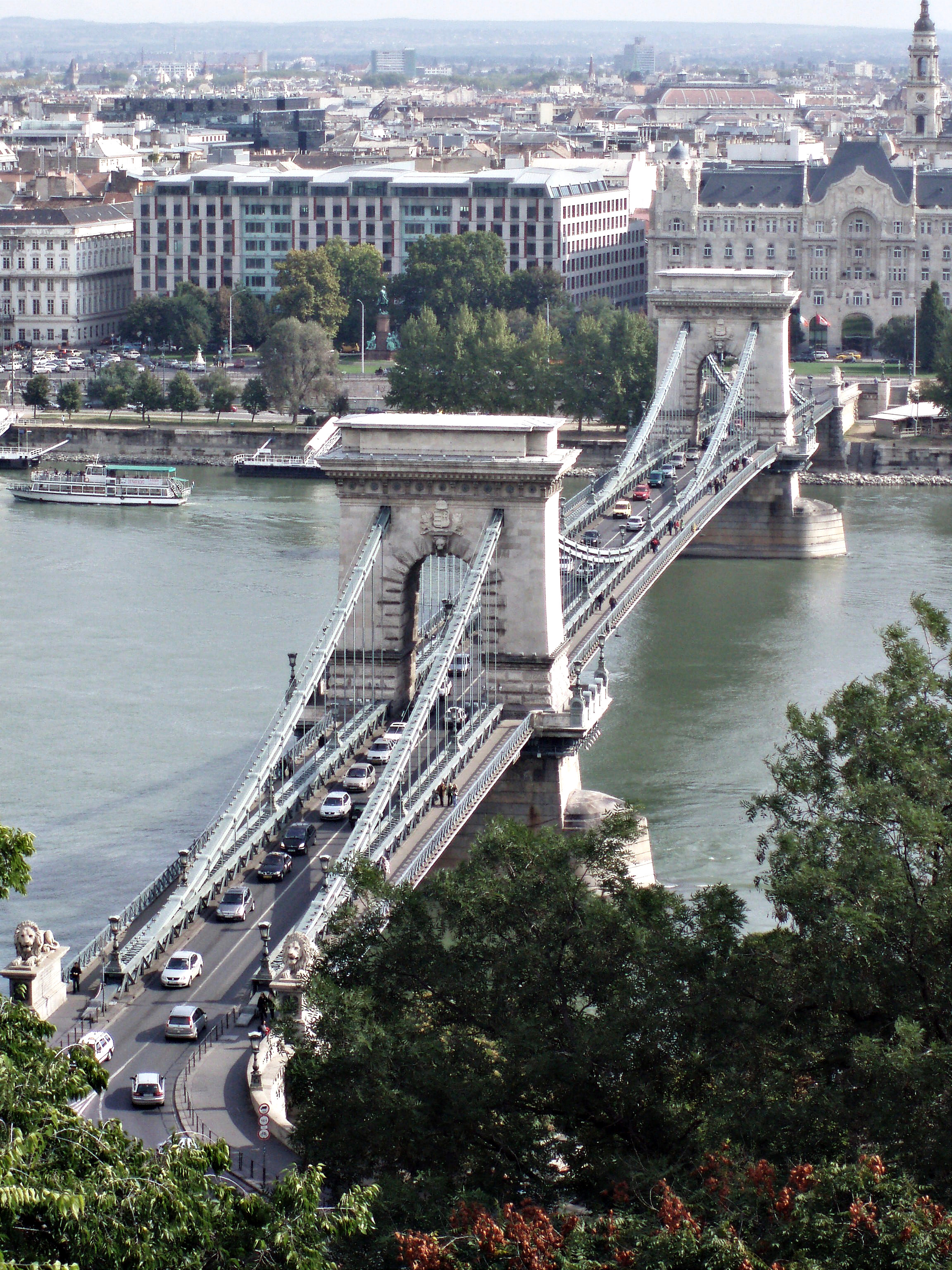
Most Łańcuchowy

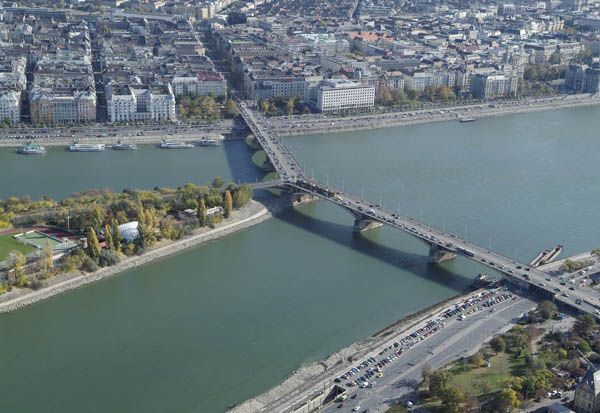
Most Małgorzaty

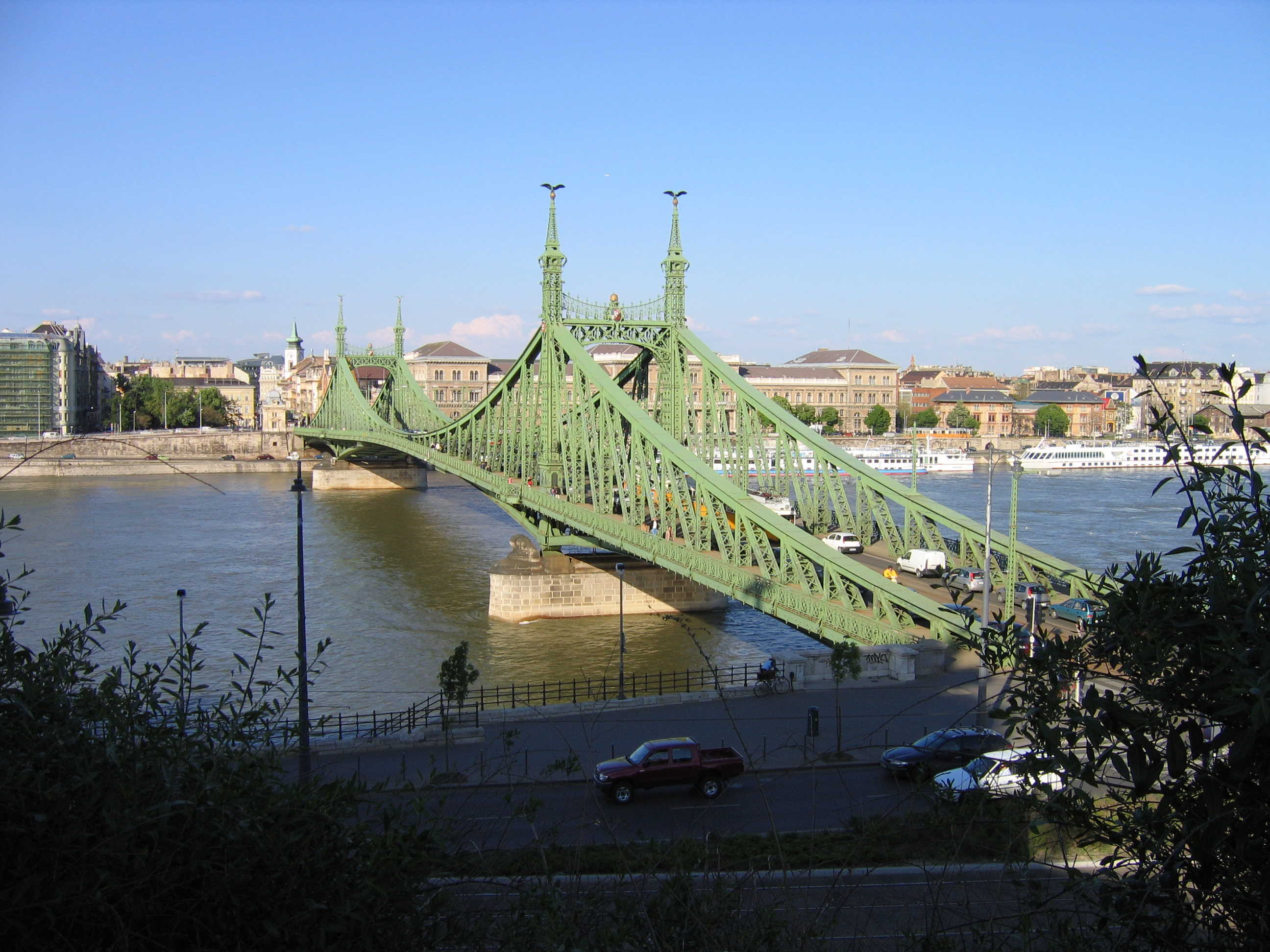
Most Wolności

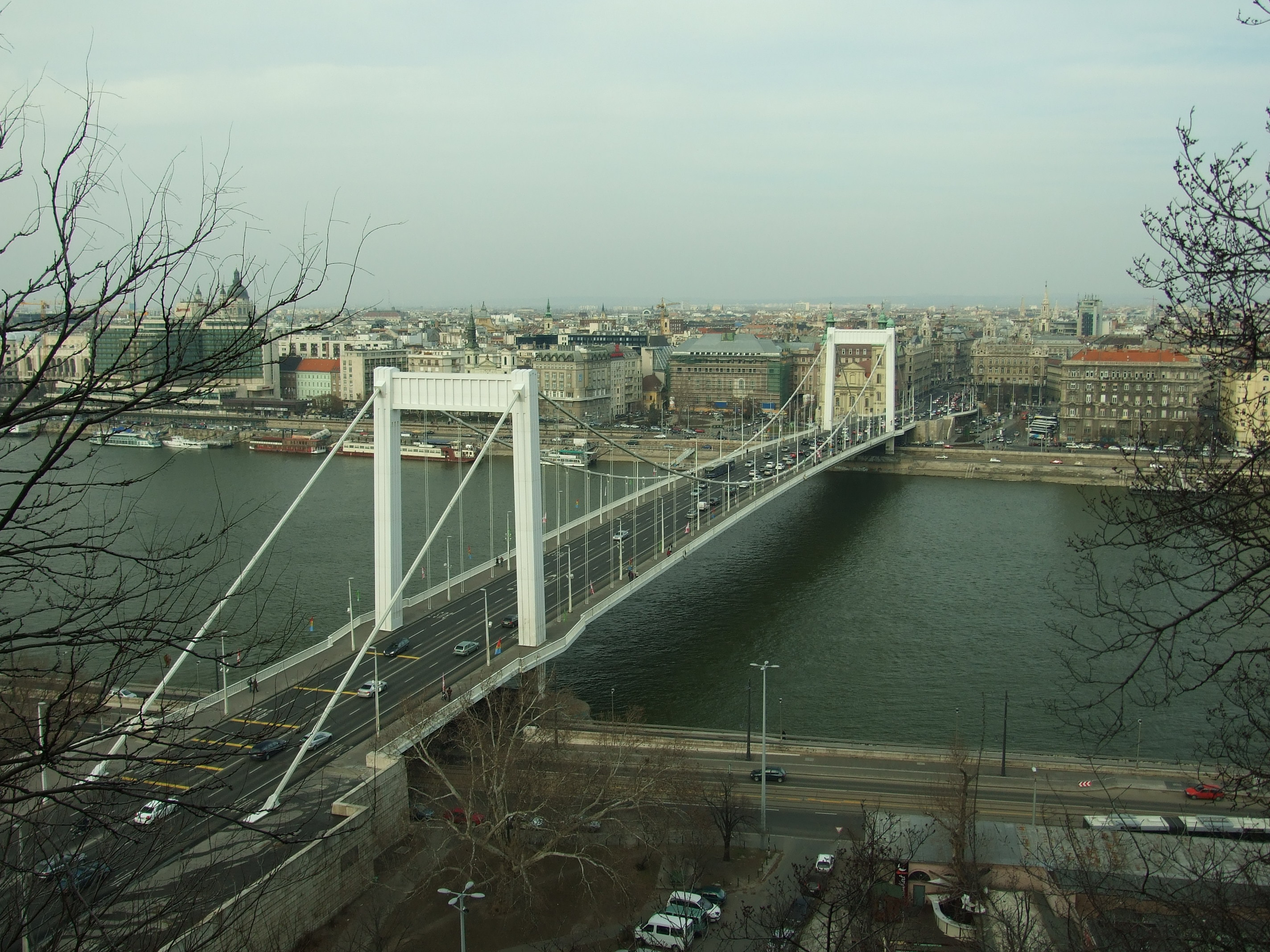
Most Elżbiety

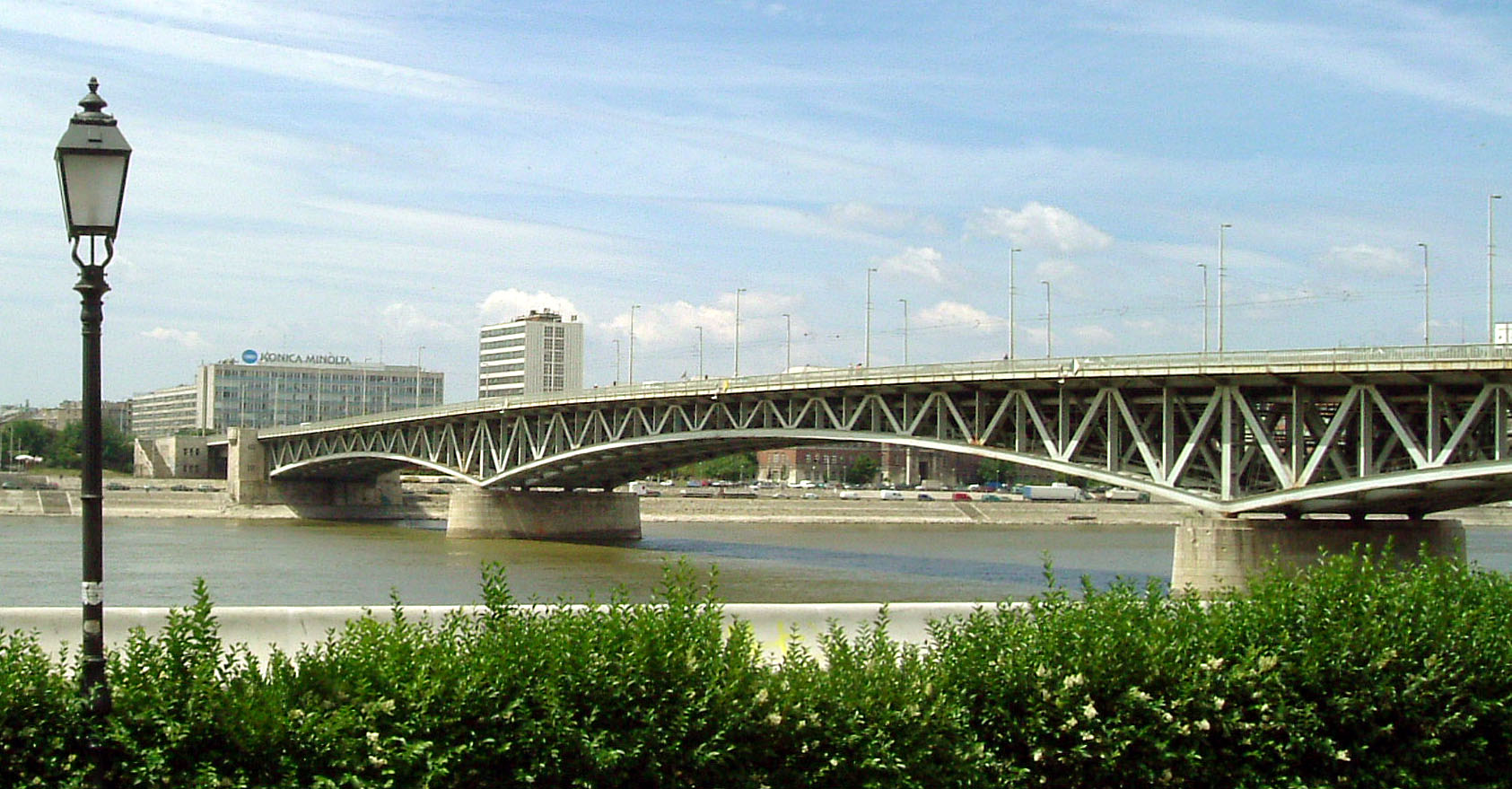
Most Petőfiego

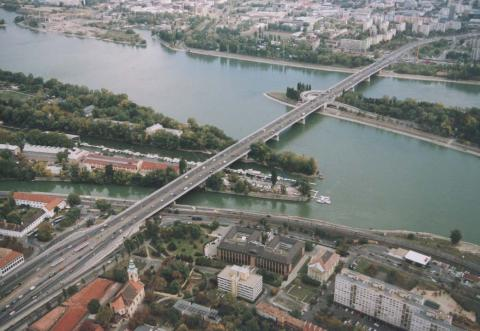
Most Arpada

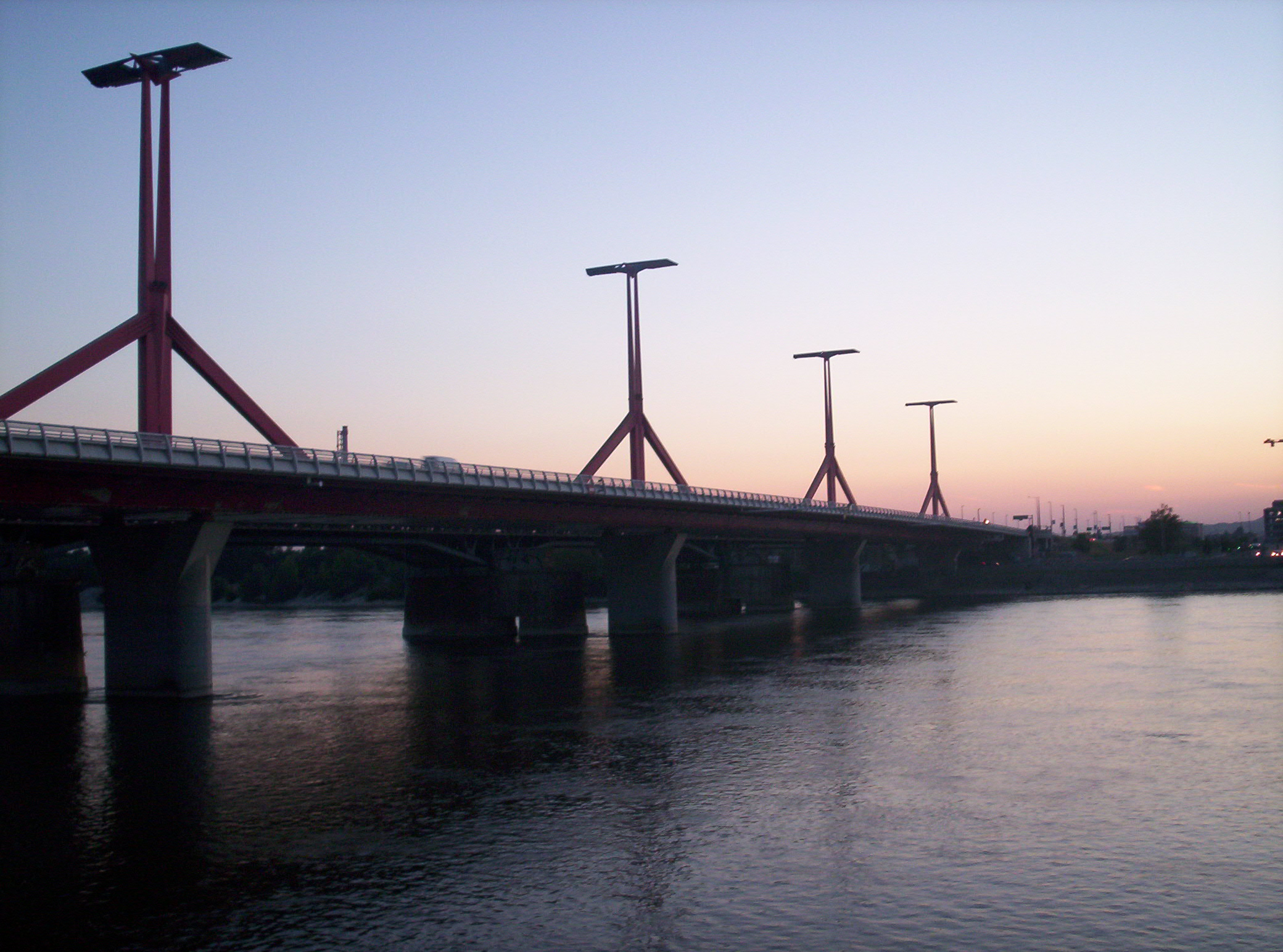
Most Rakoczych

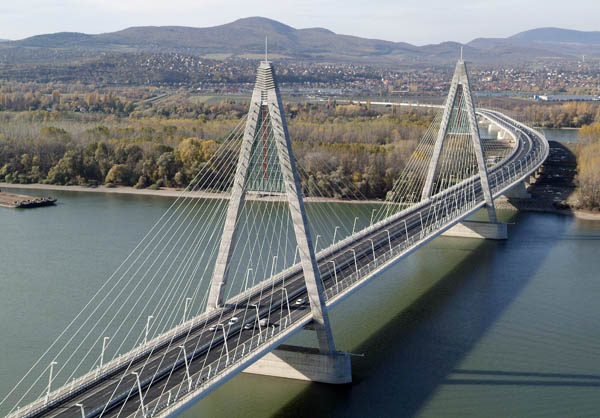
Most Megyeri

Most Łańcuchowy był pierwszy nie tylko w dzisiejszym Budapeszcie, ale na całym węgierskim odcinku Dunaju. Pomysłodawcą budowy mostu i tym, który sprawował pieczę nad realizacją planu był hr. István Széchenyi. Jego budowę zakończono praktycznie w 1848 r. – prace wykończeniowe przerwał w marcu wybuch rewolucji, z tego powodu otwarcie mostu nastąpiło dopiero 20 listopada 1849 r. Most przygotował grunt pod niedalekie połączenie Budy i Pesztu. Stał się symbolem tamtych czasów, a z biegiem lat – również rozpoznawalnym na całym świecie symbolem Budapesztu. Zwracał uwagę nie tylko swoją estetyką, ale koncepcją techniczną, która postawiła przed konstruktorami poważny problem do rozwiązania. Był to pierwszy na świecie metalowy most wiszący o takich rozmiarach. W 1899 r. otrzymał imię swojego pomysłodawcy.
Most został zniszczony przez wycofujących się Niemców w styczniu 1945 r. Po odbudowie otwarto go dla ruchu w 100. rocznicę istnienia – 20 listopada 1949 r.
Most Łańcuchowy jest mostem wiszącym. Płyta nośna jest zawieszona na linach, one na łańcuchach, a te z kolei na kamiennych pylonach odległych od siebie o 202,6 m. Całkowita długość mostu to 380 m, zaś szerokość 14,5 m. Wysokość pylonów wynosi 48 m nad poziomem rzeki.

### Most Małgorzaty
W latach 70. XIX wieku Most Łańcuchowy stał się na tyle przeciążony, że trzeba było zbudować następny. W r. 1872 rozpoczęto budowę nowego mostu, który przebiegał nad południowym cyplem Wyspy Małgorzaty. 30 kwietnia 1876 r. oddano go do użytku i od razu nazwano Mostem Małgorzaty (św. Małgorzata była córką króla Béli IV i zakonnicą w istniejącym na wyspie zakonie dominikanek).
4 listopada 1944 r. połowa Mostu Małgorzaty łącząca wyspę z Pesztem wyleciała w powietrze – nieoczekiwanie, w trakcie największego nasilenia ruchu. Śledztwo wykazało, że zawinili saperzy niemieccy, którzy podczas wiercenia otworów pod ładunki wybuchowe w celu ewentualnego wysadzenia mostu przed nacierającą Armią Czerwoną uszkodzili rurociąg z gazem.
Most został zniszczony przez wycofujących się Niemców w styczniu 1945 r. Po odbudowie otwarto go ostatecznie dla ruchu 1 sierpnia 1948 r. (niecały rok wcześniej – południową jezdnię).
Most Małgorzaty jest sześcioprzęsłowy, z jezdnią górą i dźwigarami łukowymi, kratowymi, opartymi na kamiennych filarach. Całkowita długość mostu to 607,6 m, zaś szerokość 25 m. Środkowy filar opiera się na południowym krańcu Wyspy Małgorzaty – w tym celu most musiał zostać nieco wygięty ku północy. Na wyspę prowadzi zjazd, oddany do użytku w 1900 r., ma długość 70 m.
W 1879 r. ułożono na moście szyny tramwajowe. Do 1894 r. jeździł tam tramwaj konny, od 1894 – elektryczny.

### Most Wolności
W 1893 r. wydano rozporządzenie o budowie dwóch następnych mostów. Pierwszy został oddany do użytku most, który łączył południowy koniec dużej obwodnicy (Nagykörút) z podnóżem Góry Gelerta – 4 października 1896 r. Otrzymał imię Franciszka Józefa (według starej pisowni Ferencz József híd).
Most został zniszczony przez wycofujących się Niemców w styczniu 1945 r. Po odbudowie otwarto go dla ruchu 20 sierpnia 1946 r. (od marca 1945 r. do stycznia 1946 r. istniał tam tymczasowy most pontonowy, zniesiony przez krę) i nadano nazwę Most Wolności (Szabadság híd).
Most przypomina Most Łańcuchowy, ale konstrukcję nośną stanowi dźwigar kratowy, jezdnia jest poprowadzona środkiem. Na moście poprowadzono też szyny tramwajowe. Most jest trójprzęsłowy, o długości 333,6 m i szerokości 20 m.

### Most Elżbiety
Jako drugi ze wspomnianej „pary” został oddany do użytku most między Mostem Łańcuchowym a Mostem Franciszka Józefa (16 października 1903 r.). Został nazwany Mostem Elżbiety (Erzsébet híd) na cześć żony cesarza Franciszka Józefa, zamordowanej w 1898 r. w Genewie przez anarchistę-szaleńca. Był to most wiszący, łańcuchowy, który w chwili oddania do użytku miał najdłuższe na świecie przęsło. Dźwigary mostu były kratowe. Mostem również poprowadzono szyny tramwajowe, ale tramwaje pojechały nim dopiero w 1914 r.
Most został zniszczony przez wycofujących się Niemców w styczniu 1945 r. Następnie dyskutowano, czy trzeba go odbudowywać, dlatego zdecydowano się na odbudowę dopiero w r. 1961. Otwarto go dla ruchu 21 listopada 1964 r., początkowo jeszcze z szynami tramwajowymi, które jednak skasowano w 1975 r. (głównie w celu poprawy dynamiki mostu – most wiszący jest wrażliwy na drgania powodowane przez pojazdy szynowe)
Płyta nośna Mostu Elżbiety oparta jest na dźwigarach blachownicowych (zastępujących oryginalne kratownice), zawieszonych na stalowych kablach (zastępujących oryginalne łańcuchy). Długość mostu wynosi 378,6 m, pylony, na których zawieszone są kable, są odległe od siebie o 290 m. Szerokość mostu wynosi 27 m.

### MostPetőfiego
Most Petőfiego był jedynym mostem, wybudowanym w okresie międzywojennym. Oddano go do użytku 12 września 1937 r. pod nazwą Most Miklósa Horthyego. Most został zniszczony przez wycofujących się Niemców w styczniu 1945 r. Po odbudowie otwarto go dla ruchu 22 listopada 1952 r. i wtedy otrzymał obecną nazwę.
Most jest trójprzęsłowy, belkowy, na dźwigarach kratowych, łukowych, z jezdnią górą. Ma długość 378 m i szerokość 25,6 m, poprowadzono na nim tory tramwajowe.

### Most Arpada
Bardzo blisko obecnego Mostu Arpada istniał w starożytności most wybudowany przez Rzymian. Budowę współczesnego mostu rozpoczęto jeszcze w 1939 r., ale przerwano w 1943 w związku z działaniami wojennymi (stały już przyczółki, filary, podjazd od strony Óbudy, zjazd na Wyspę Małgorzaty). Budowę kontynuowano od 1948 r., otwarto 7 listopada 1950 r., ale nadano mu nazwę Mostu Józefa Stalina. Do momentu otwarcia północnego mostu kolejowego (1955) tory tramwajowe położone na Moście Stalina służyły też do przewozu towarów. W 1958 r. przywrócono oryginalną nazwę Mostu Arpada.
Most ma 11 przęseł, konstrukcję belkową, z jazdą górą. Filary postawiono m.in. na północnym krańcu Wyspy Małgorzaty i południowym wyspy Óbudai. Most ma 981 m długości i 27,6 m szerokości. Jest najbardziej obciążonym mostem Budapesztu (150 tys. samochodów dziennie).

### MostKossutha
Był to pierwszy stały most wybudowany po II wojnie światowej (zdjęcie: ). Oddano go do ruchu 18 stycznia 1946 r. – 8 miesięcy przed Mostem Wolności. Most miał 9 przęseł, długość 355 m. Był tymczasowy, o ograniczonej nośności – nie mogły na niego wjeżdżać nawet większe autobusy. W 1960 r. został zburzony. Most istniał między pl. Batthyány’a (dziś – końcowy przystanek linii HÉV nr 5) a pl. Kossutha (przy Parlamencie).

### MostFerenca Deáka
Jest to południowy most obwodnicy autostradowej M0, położony najbardziej na południe most Budapesztu. Oddano go do użytku 16 listopada 1990 r. Jest mostem belkowym, stalowym, o przekroju zamkniętym (skrzynkowym), 9-przęsłowym (każda belka opiera się na trzech przęsłach). Długość mostu wynosi 700 m.

### Most Rakoczych
Most został oddany do użytku 30 października 1995 r. pod nazwą Most Lágymányosi. Nazwa pochodziła od osiedla w XI dzielnicy, w którym znajduje się m.in. wspólny kampus Uniwersytetu Loránda Eötvösa i politechniki. Most był zaplanowany w związku z wystawą Expo’96, miał też za zadanie odciążyć most Petőfiego. W kwietniu 2011 r. Rada Miasta jednogłośnie nadała mu nazwę Mostu Rakoczych, na cześć znanej i zasłużonej w historii Węgier siedmiogrodzkiej rodziny. Jest to most belkowy, stalowy, 6-przęsłowy. Długość mostu wynosi 493 m, szerokość 30,5 m

### Most Megyeri
Jest to północny most obwodnicy autostradowej M0, położony najbardziej na północ most Budapesztu. Nazwa pochodzi od nazw osiedli, między którymi przebiega: Káposztásmegyer po stronie peszteńskiej i Békásmegyer po stronie budańskiej. Został oddany do użytku 30 września 2008 r. W rzeczywistości składa się z pięciu części o różnej konstrukcji:
- nad drogą krajową nr 2 (po stronie peszteńskiej) – belkowy, żelbetowy, czteroprzęsłowy, o długości 149,5 m,
- nad głównym (lewym) korytem Dunaju – podwieszany, stalowy, trójprzęsłowy, o długości 591 m, pylony o wysokości 100 m,
- nad wyspą Szentendrei – belkowy, żelbetowy, 12-przęsłowy, o długości 560,25 m, wygięty ku północy,
- nad prawym korytem Dunaju (tzw. Szentendrei-Duna) – belkowy, stalowy, trójprzęsłowy, o długości 332,5 m,
- nad prawym brzegiem Dunaju (do zjazdu) – belkowy, żelbetowy, pięcioprzęsłowy, o długości 219,1 m

Łączna długość mostu wynosi więc 1861 m, co czyni go najdłuższym mostem Budapesztu i drugim pod względem długości na Węgrzech. Szerokość części podwieszanej wynosi 36,2 m (obie jezdnie na jednej płycie), pozostałych części – 34,4 m (każda jezdnia na oddzielnej płycie).

### Mosty na wyspę Csepel

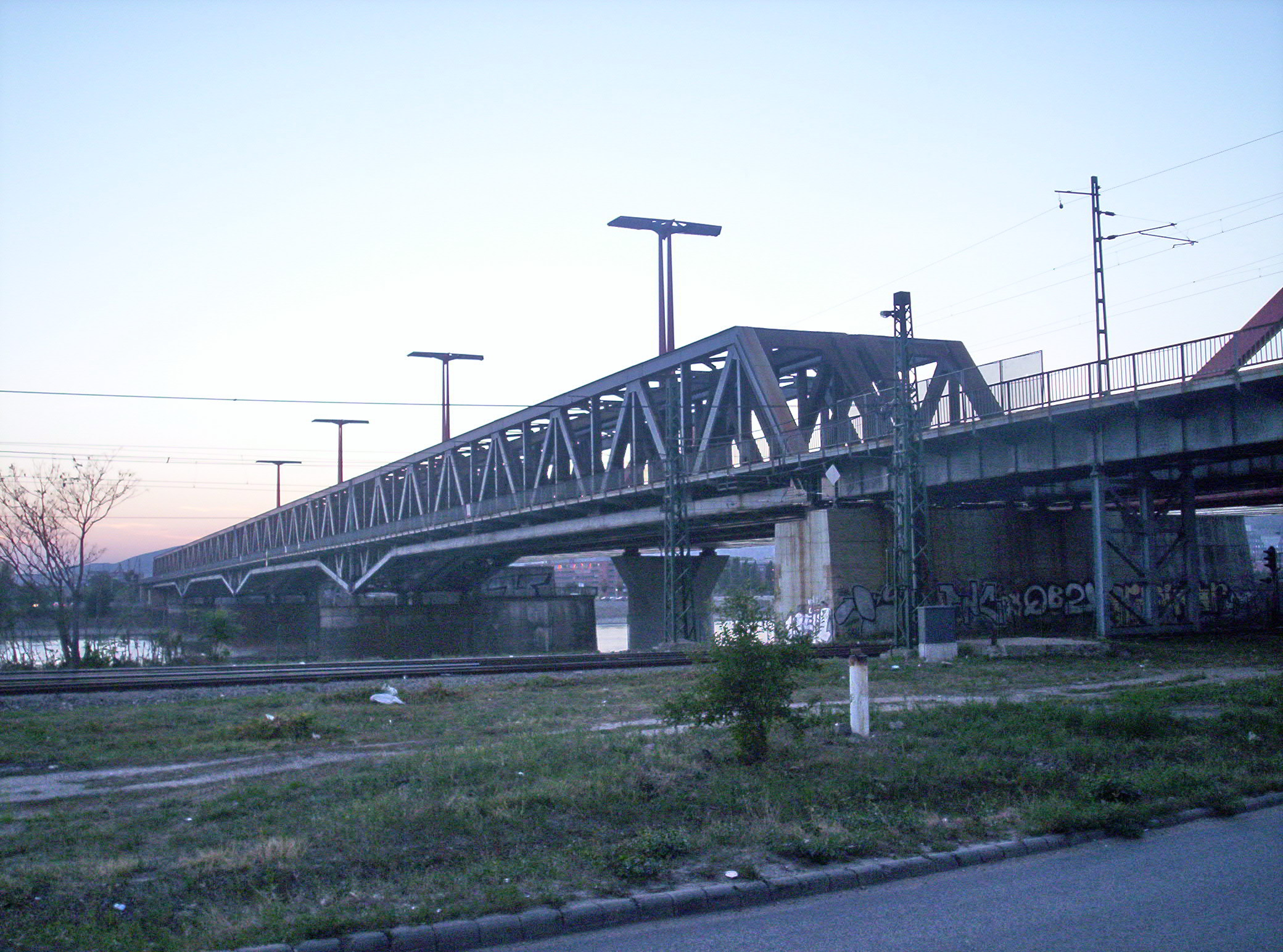
Południowy most kolejowy

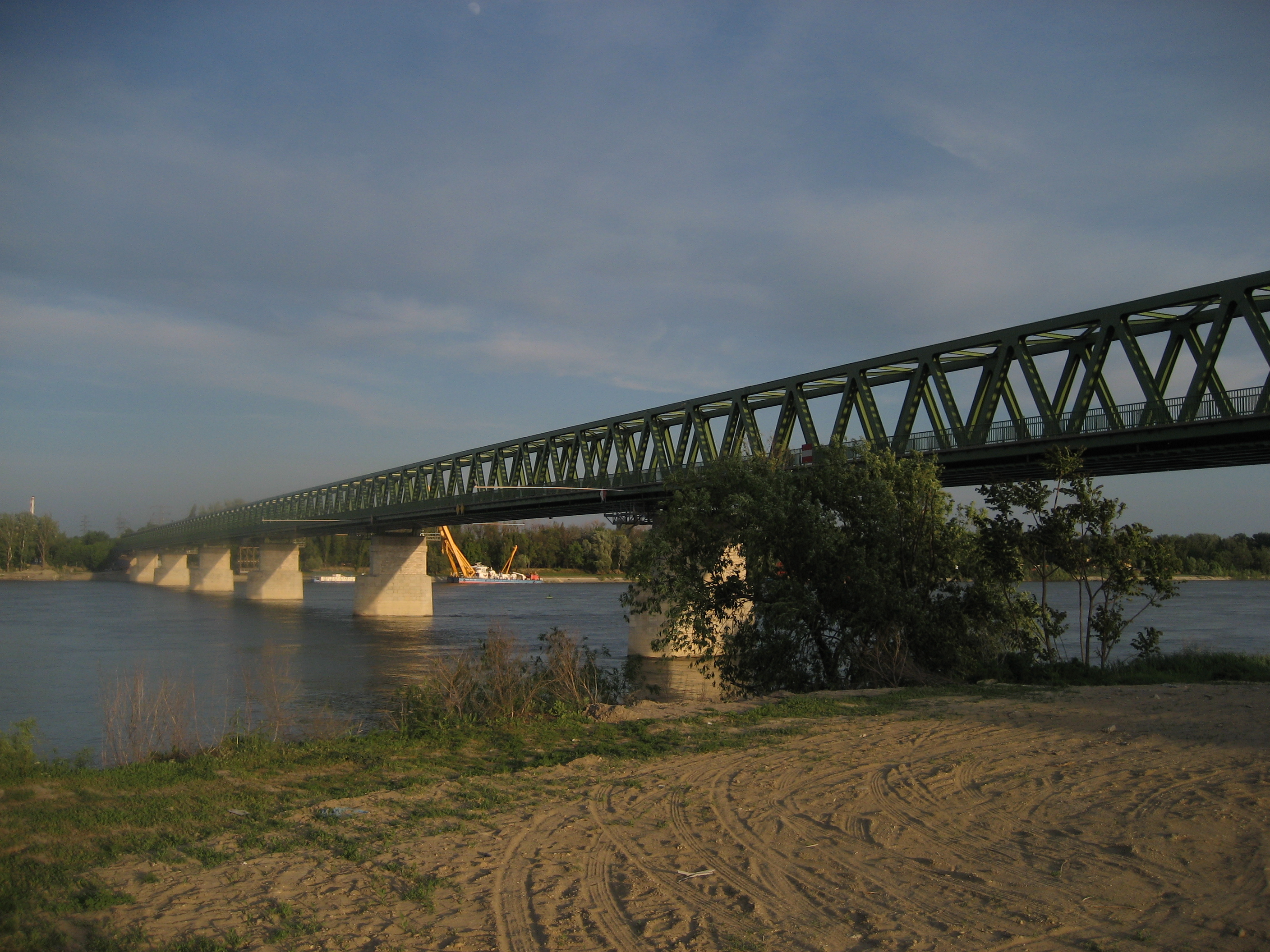
Most Újpesti

Na obszarze Budapesztu są dwa mosty łączące wyspę Csepel ze stałym lądem. Oba przerzucone są nad lewą odnogą Dunaju (tzw. Soroksári-Duna, Ráckevei-Duna). Powstały w związku z uzdatnianiem tej odnogi dla żeglugi w l. 20. XX w., co wiązało się z likwidacją śluz służących wcześniej do spuszczania wód z głównego koryta Dunaju podczas wysokiego stanu.
- W miejscu śluzy przy stacji linii HÉV nr 6 – Pesterzsébet – zbudowano w r. 1924 most Gubacsi. Jest to most trójprzęsłowy, kratowy, z jezdnią dołem. Składa się z dwóch części: po północnej biegnie linia kolejowa do portu (dawniej biegła też linia HÉV), po południowej – droga. Most ma długość 145,5 m.
- W miejscu śluzy na północnym krańcu wyspy zbudowano w 1927 r. most Kvassaya (od nazwiska węgierskiego hydrotechnika, Jenő Kvassaya). Składa się on również z dwóch części: zachodniej, po której biegnie linia HÉV nr 7 (most kratowy, z jazdą dołem, o szerokości 9 m), i wschodniej, po której biegnie droga (most belkowy, stalowy, o szerokości 12 m). Obie części są dwuprzęsłowe, o długości 97,4 m.

### Mosty na wyspę Óbudai
- Hajógyári híd („most stoczniowy”) – oddany do użytku już w 1858 r., służył usprawnieniu komunikacji między wybudowaną w 1835 r. stocznią a resztą miasta. Obecny most (od 1968 r.) to most jednoprzęsłowy, betonowy, belkowy, o długości 55,6 m. Znajduje się przy południowym krańcu wyspy Óbudai.
- K-híd („most K”) – oddany do użytku w 1955 r. Celem jego budowy było połączenie kolejowe stoczni ze stałym lądem. Po likwidacji stoczni w 1990 r. szyny usunięto, ale most pozostał jako drogowy. Jest to most kratowy (kratownica typu „K”, stąd nazwa mostu), jednoprzęsłowy, o długości 98 m. Znajduje się w połowie długości wyspy.

### Mosty kolejowe
- Południowy most kolejowy (Összekötő vasúti híd) – otwarty dla ruchu 31 maja 1877 r., łączył linie MÁV i Kolei Południowej. Z powodu rosnącego ruchu kolejowego i słabej jakości materiałów, w 1913 r. zastąpiono go nowym mostem, postawionym 12 metrów na północ. Most został zniszczony w grudniu 1944 r. przez wycofujące się wojska niemieckie, odbudowano go początkowo z drewna w kwietniu 1945 r., zaś ze stali – północną nitkę we wrześniu 1948 r., zaś południową w lipcu 1953 r. Most jest czteroprzęsłowy, ma konstrukcję kratową z jazdą dołem, długość 472 m, szerokość 2 razy po 8 m.
- Most Újpesti – otwarty dla ruchu 3 listopada 1896 r., stanowił część kolei obwodowej. Most został zniszczony w grudniu 1944 r. przez wycofujące się wojska niemieckie, odbudowano go w maju 1955 r. (do tego czasu transport towarowy odbywał się szynami tramwajowymi Mostu Arpada)[5]. Most ma konstrukcję kratową z jazdą dołem, jest 7-przęsłowy, ma długość 644 m, szerokość 10 m.

## Transport kolejowy

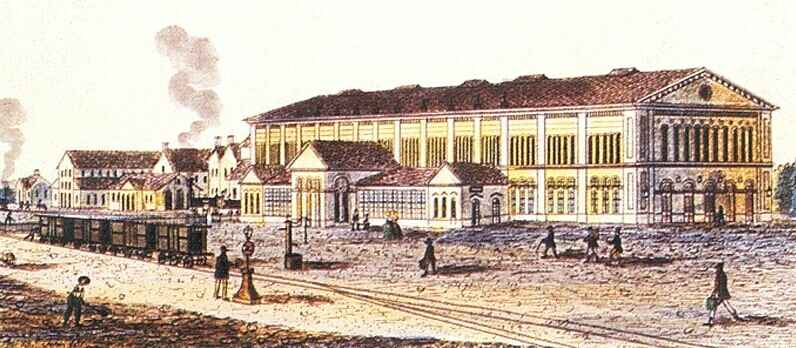
Pesti indóház

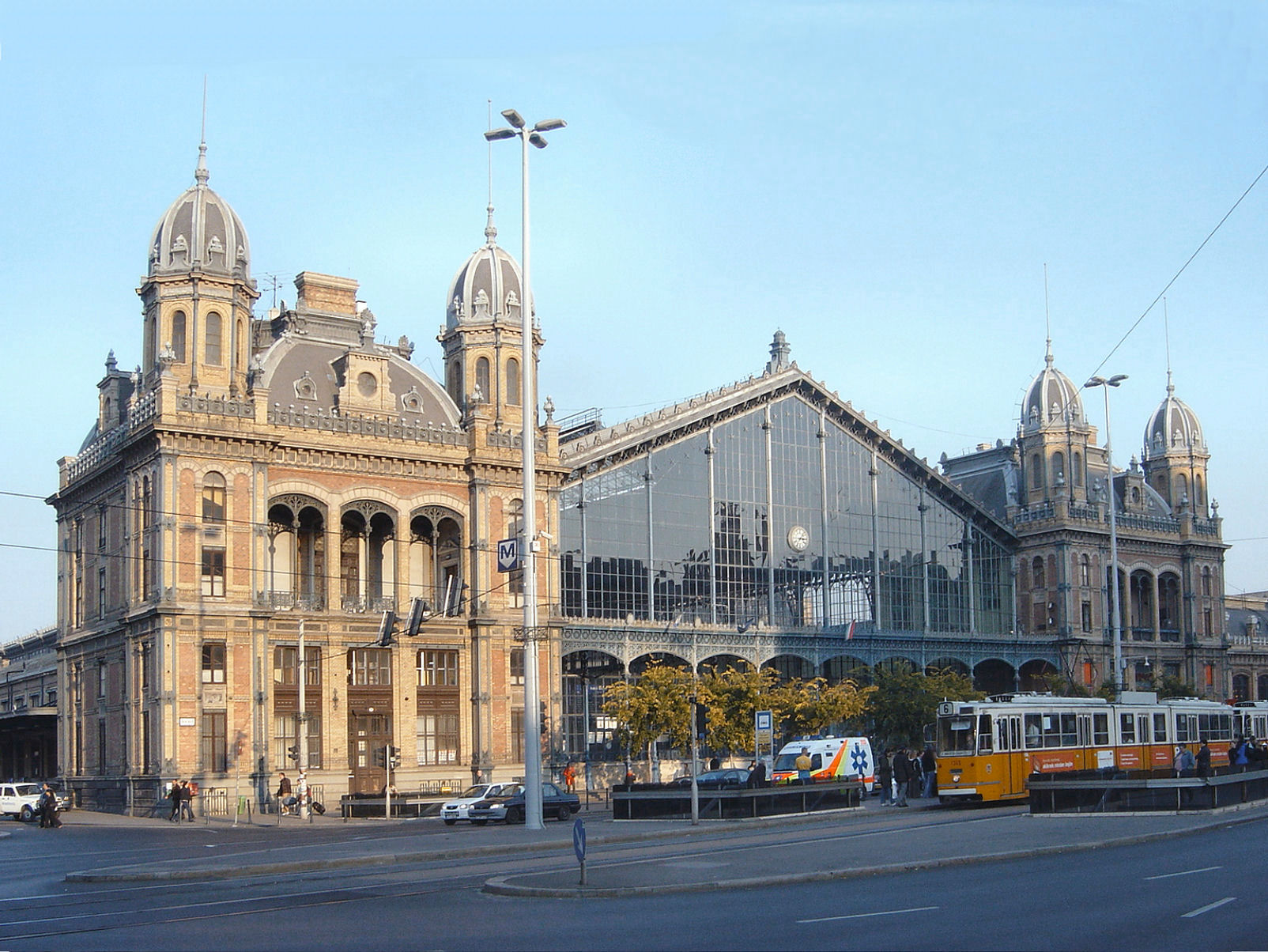
Dworzec Zachodni (Nyugati)

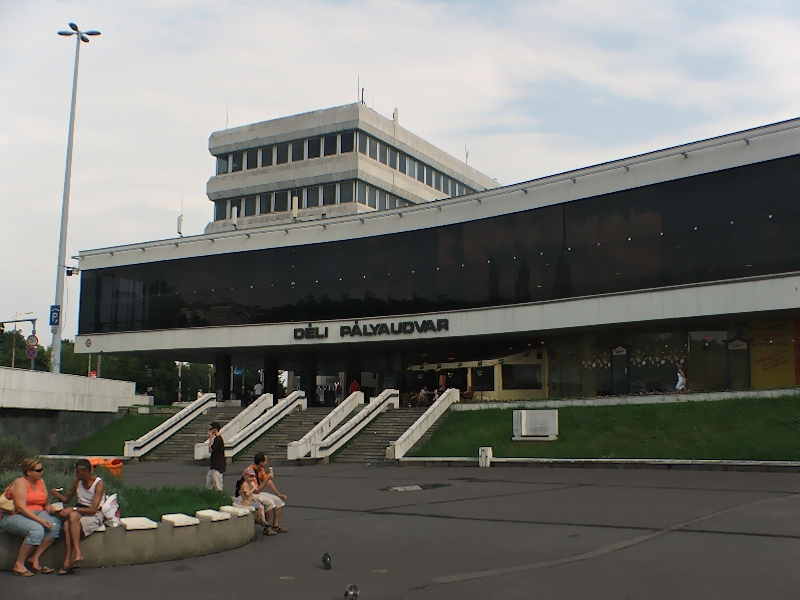
Dworzec Południowy (Déli)

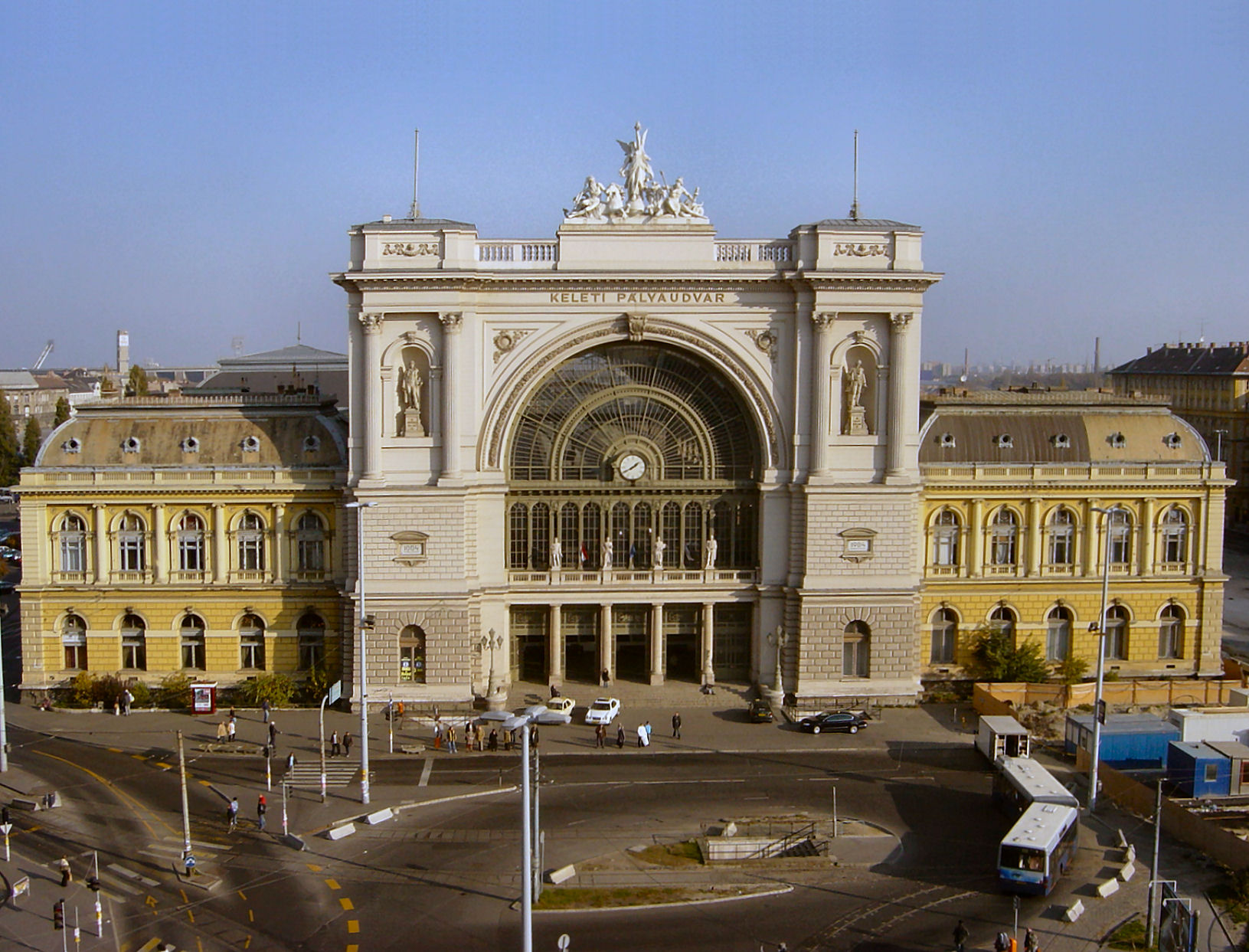
Dworzec Wschodni (Keleti)

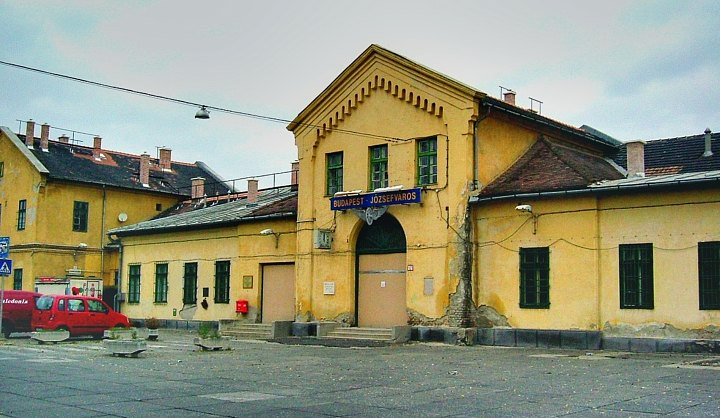
Dworzec Józsefváros (stan obecny)

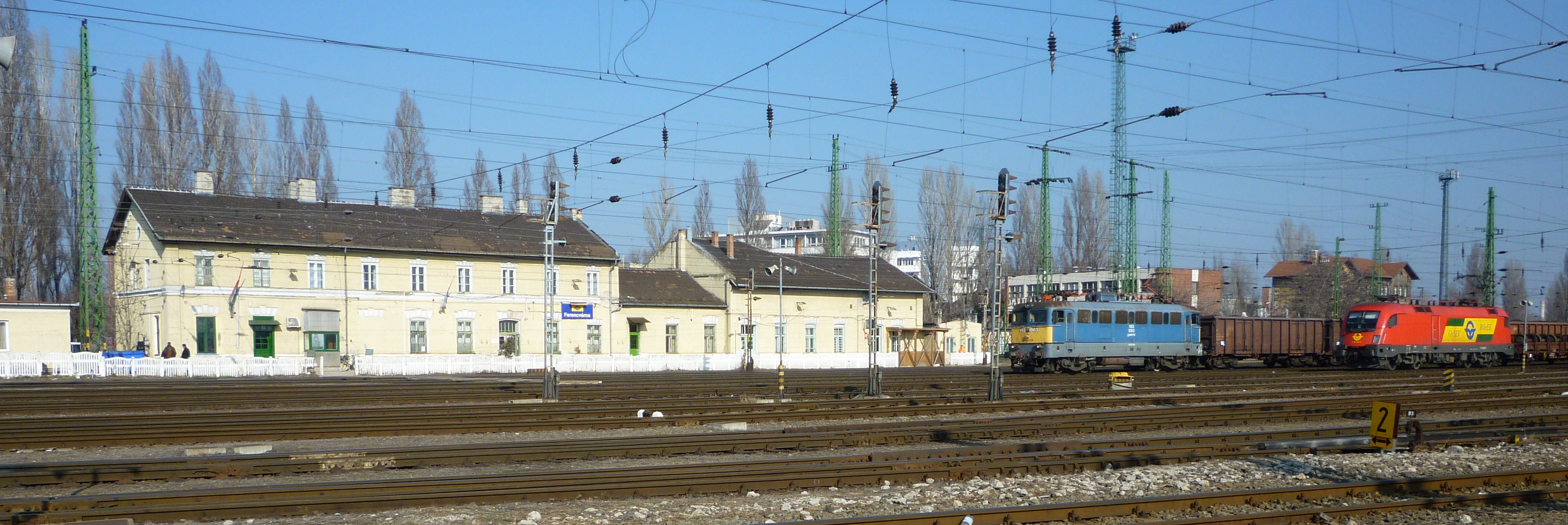
Dworzec Ferencváros

15 lipca 1846 r. otwarto pierwszą linię kolejową Pest-Vác – datę tę uważa się za historyczny początek kolei węgierskich. Początkowy dworzec nazwano Pesti indóház („dom odjazdów”). Dworzec i linia były własnością spółki Magyar Közepponti Vasút („Węgierska kolej centralna”), która w 1850 r. została upaństwowiona – jej linie przejęła austriacka Staatseisenbahn-Gesselschaft (Spółka Koleje Państwowe). W 1851 r. ostatecznie zakończono budowę linii do Wiednia – z Vác przez Preszburg. W związku z budową w latach 70. dużej obwodnicy (Nagykörút), przy której stał dworzec, postanowiono też, że powstanie bardziej reprezentacyjny jego budynek. Otwarto go w 1877 r. – wybudowała go firma Gustave Eiffela, a stalowa konstrukcja budynku od początku stanowiła sensację. W 1891 r. dworzec zyskał nazwę Nyugati – Zachodni.
Drugą linią Kolei Centralnej była otwarta w sierpniu 1847 r. linia od Pesti indóház do Szolnok.
W 1861 r. otwarto linię Buda-Székesfehérvár-Nagykanizsa, będącą własnością spółki Déli Vasút („Kolej Południowa”). Stacją początkową tej linii był dworzec w Budzie, oddany do użytku wraz z tunelem pod Górą Gellerta. Po połączeniu Budy i Pesztu zmieniono nazwę dworca na Déli (Południowy) – przy czym nazwa odzwierciedlała nie położenie na mapie miasta, ale nazwę spółki, a w pewnym sensie również obsługiwane rejony – linie spółki łączyły nadmorskie regiony Austro-Węgier z interiorem.
W 1867 r. oddano do użytku następną linię – Peszt-Hatvan-Salgótarján, będącą własnością spółki Magyar Északi Vasút („Węgierska Kolej Północna”). Jej początek znajdował się na peszteńskim dworcu Józsefváros. Celem jej budowy było połączenie stolicy z zagłębiem górniczym w Salgótarján. W październiku 1869 r. spółkę upaństwowiono i zmieniono jej nazwę na Magyar Királyi Államvasútak (MÁV – Węgierskie Koleje Państwowe), pod którą działa do dziś (choć bez przymiotnika „királyi” – królewskie). Dworzec Józsefváros – pierwszy wybudowany przez MÁV – do 1885 r. pełnił funkcję dworca głównego w Budapeszcie.
Te cztery linie kolejowe, należące do trzech różnych spółek, nie były ze sobą połączone. Pod koniec lat 60. zaprojektowano więc łączącą je linię, wraz z mostem. Dochodziła ona do Południowej Linii Kolejowej w dzielnicy Kelenföld (centrum ob. XI dzielnicy). Otwarto ją dla ruchu w 1877 r., a wraz z nią dworzec o tej samej nazwie. Był to pierwszy dworzec w mieście, który nie był dworcem czołowym (takim, na którym kończy się linia kolejowa). Był własnością MÁV, mimo że stał na trasie Południowej Linii Kolejowej. Obecnie jest to jeden z najruchliwszych dworców miasta. 5 lat później MÁV wybudowały stamtąd linię do Pécs, zaś 7 lat później do Győr (ta druga miała łączyć obie stolice Austro-Węgier z zagłębiem węglowym w Tata, a poza tym konkurować z linią Budapeszt-Vác-Wiedeń, będącą własnością spółki austriackiej).
MÁV uznały ponadto, że powinny mieć własną linię do Szolnok, która będzie konkurować z istniejącą od 1847 r. linią, będącą własnością spółki austriackiej. Wybudowały więc w 1882 r. kolej od dw. Józsefváros do Szolnok przez Újszász.
Z kolei po stronie peszteńskiej taką stacją łącznikową, analogiczną do Kelenföld, stał się wkrótce dworzec Ferencvárosi, ok. 1,5 km na wschód od mostu. W 1882 r. MÁV otworzyły prowadzącą stamtąd linię do Suboticy (a docelowo do Belgradu). Przyjeżdżały tam pociągi z nizin węgierskich, które dowoziły większość żywności dla miasta. Obecnie jest to największa stacja w Budapeszcie, ale obsługuje praktycznie tylko ruch towarowy.
W tym okresie rosnący ruch pasażerski stworzył potrzebę budowy nowego dworca. Dlatego blisko na północ od dw. Józsefvárosi MÁV wybudowała w r. 1884 dworzec w stylu eklektycznym. Początkowo nosił nazwę Központi (Centralny), gdyż przejął od dw. Józsefvárosi funkcję głównego dworca miasta; ten ostatni zaś stał się dworcem towarowym. Od 1892 r. jednak ze względu na obsługiwany rejon kraju przyjęła się dla nowego dworca nazwa Keleti – Wschodni – w odróżnieniu od obsługującego zachód kraju dworca Pesti Indóház, który otrzymał nazwę Nyugati (Zachodni).
Linia łącznikowa była początkiem linii obwodowej (Körvasút), którą pod koniec lat 80. MÁV postanowiły połączyć istniejące linie kolejowe. W 1892 r. zbudowano dwie części tej linii – po obu stronach Dunaju. Po prawej stronie linia biegła od dw. Déli wokół Wzgórza Zamkowego do nabrzeża, a potem do Óbudy, gdzie łączyła się z linią kolei podmiejskiej (HÉV) do Szentendre (p. niżej; w latach 70. XX w. skasowano odcinek kolei obwodowej od dw. Déli do nabrzeża). Po lewej zaś stronie od linii Dw. Nyugati-Wiedeń odchodziła bocznica k. Pestújhely na pd. wschód i w Kőbánya łączyła się z linią Dw. Keleti-Újszász-Szolnok. Natomiast w 1896 r. otwarto linię kolejową do Ostrzyhomia (początkowo jako linię HÉV), która odchodziła od linii wiedeńskiej również przy Pestújhely; wraz z nią zbudowano most kolejowy (Újpesti) – drugi w Budapeszcie, na północ od wyspy Óbudai. Był on elementem zamykającym od północy linię obwodową.

### Najważniejsze dworce Budapesztu
- Nyugati (Dworzec Zachodni) – najstarszy dworzec (od 1846 r.), odjeżdżają z niego pociągi osobowe do regionu przełomu Dunaju (Vác, Szob, Ostrzyhom), w kierunku Szolnok, Segedynu i Lajosmizse. Dominują połączenia podmiejskie.
- Keleti (Dworzec Wschodni) – wybudowany w 1884 r., najruchliwszy dworzec osobowy. Obsługuje głównie połączenia dalekobieżne i międzynarodowe (Győr, Wiedeń, Miszkolc, Békéscsaba, Bukareszt, Segedyn, Belgrad, Praga, Berlin, Warszawa).
- Déli (Dworzec Południowy) – wybudowany w 1861 r., drugi najruchliwszy dworzec osobowy. Po II wojnie światowej nie planowano odbudowywać dworca, ale przenieść jego funkcje na dw. Kelenföld, jednak zdecydowano się na odbudowę w l. 1960-75. Dworzec obsługuje połączenia pośpieszne na Kraj Zadunajski i nad Balaton (Győr, Székesfehérvár, Nagykanizsa, Pécs).
- Kelenföldi – wybudowany w 1877 r. Zbiera kursy z dworców Déli i Keleti, poza tym obsługuje kursy podmiejskie m.in. do Érd, Százhalombatta, Bicske oraz dalekobieżne do Rijeki, Wenecji, Zagrzebia, Lublany.
- Ferencváros – powstał w 1882 r., największy pod względem zajmowanego obszaru dworzec Budapesztu, jednak obsługuje głównie transport towarowy. Z kursów osobowych wyruszają stamtąd jedynie pociągi w kierunku Kiskunhalas, a w lecie nad Balaton.
- Józsefváros – powstał w 1867 r., do 1885 r. był dworcem głównym miasta, w l. 1885–1936 obsługiwał tylko ruch towarowy. Od 2005 r. w ogóle nie odjeżdżają z niego pociągi (funkcje przejął dw. Kőbánya-Kispest), budynek popada w ruinę.

## Przedsiębiorstwo komunikacyjne BKV

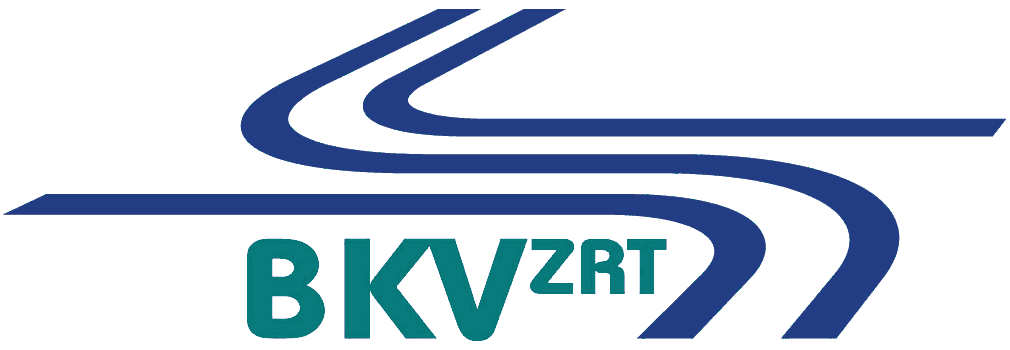
Logo BKV

Przed zjednoczeniem miast działały dwie spółki, zajmujące się tramwajami konnymi: w Budzie BKVT (Budai Közúti Vaspálya Társaság), w Peszcie PKVT (Pesti Közúti Vaspálya Társaság – odpowiednio: Budańska i Peszteńska Spółka Ulicznej Drogi Żelaznej). W r. 1878 spółki się połączyły, tworząc Budapesti Közúti Vaspálya Társaság, BKVT. Rok później sieci tramwaju konnego obu spółek połączyły się linią przez Most Małgorzaty.
W r. 1887 powstała spółka Budapesti Villamos Városi Vasút („Budapeszteńska Elektryczna Kolej Miejska”), zarządzająca tramwajami elektrycznymi. Spółka zdobywała przewagę nad BKVT – ta ostatnia musiała elektryfikować po kolei swoje linie.
Po I wojnie światowej (1921 r.) pojawiły się już na stałe autobusy, a wraz z nimi spółki Székesfövárosi Autóbusz Üzem (SzAÜ, Stołeczne Zakłady Autobusowe) i Budapesti Autóbuszközlekedési Rt. (Budapeszteńska Komunikacja Autobusowa S.A.). W 1923 r. stworzono też spółkę Budapest Székesfőváros Közlekedési Rt. (BSzKRt, Budapeszteńska Komunikacja Stołeczna S.A.), która w l. 30. objęła zarząd nad wszystkimi formami transportu publicznego w stolicy (łącznie z autobusami, HÉV i kolejkami zębatymi). Spółkę rozbito w 1949 r. na wiele mniejszych (autobusy, tramwaje, HÉV, warsztaty mechaniczne, budowa nowych torowisk), ale wkrótce zorientowano się, że był to błąd, bo nowe firmy konkurowały ze sobą, zamiast współpracować – dlatego 1 stycznia 1968 r. ponownie zjednoczono te firmy, tworząc BKV – Budapesti Közlekedési Vállalat (Budapeszteńskie Przedsiębiorstwo Komunikacyjne). W 1991 r. BKV stało się spółką akcyjną (Rt.), a w 2006 – spółką z.o.o. (Zrt.).
BKV zarządza autobusami, trolejbusami, tramwajami (łącznie z kolejką zębatą Fogaskerekű vasút na Górę Széchenyiego), metrem, koleją podmiejską (HÉV) i kolejką zębatą na Wzgórze Zamkowe (Budavári Sikló). Opiekuje się też dwoma muzeami: kolei milenijnej i komunikacji miejskiej. Układa rozkłady jazdy, sprzedaje i kontroluje bilety, zajmuje się remontem torowisk i taboru.

## Trolejbusy
Trolejbus pojawił się w Budapeszcie w grudniu 1933 r. – jeździł w Óbudzie, między ul. Vörösvári a cmentarzem, miał oznaczenie 7. Kursował do 1944 r., po II wojnie światowej już go nie przywrócono.
Trolejbus uruchomiono natomiast na innej trasie – w 1949 r., na miejsce zlikwidowanej linii tramwajowej 10 uruchomiono trolejbus 70 (było to w 70. urodziny Józefa Stalina, stąd taki numer linii). Do końca lat 50. sieć trolejbusowa rozwijała się dobrze, potem nastąpił zastój, a czas na ponowny rozwój przyszedł w latach 1977–83 wskutek kryzysu paliwowego.

### Linie
W poniższym spisie litera M z numerem – linię metra, skrót HÉV z numerem – linię HÉV, skrót MÁV – stację kolejową:
| Linia | Trasa                                                                  |
| ----- | ---------------------------------------------------------------------- |
| 70    | Erzsébet királyné útja, przejście podz. – Kossuth tér (M2)             |
| 72    | MÁV Zugló (Hermina út) – Arany János utca (M3)                         |
| 73    | dworzec Keleti (M2) – Arany János utca (M3)                            |
| 74    | Csáktornya park – Károly körút (Astoria) (M2)                          |
| 74A   | Csáktornya park – Mexikói út (M1)                                      |
| 75    | Stadion im. Ferenca Puskása (M3) – Jászai Mari tér                     |
| 76    | dworzec Keleti (M2) – Jászai Mari tér                                  |
| 77    | Stadion im. Ferenca Puskása (Ifjúság útja) (M3) – Öv utca (Egressy út) |
| 78    | dworzec Keleti (Garay utca) (M2) – Kossuth tér (M2)                    |
| 79    | dworzec Keleti (M2) – Kárpát utca                                      |
| 80    | dworzec Keleti (M2) – Örs vezér tere (M2, HÉV 8, HÉV 9)                |
| 80A   | dworzec Keleti (M2) – Csertő utca                                      |
| 81    | Örs vezér tere (M2, HÉV 8, HÉV 9) – Fogarasi út                        |
| 82    | Örs vezér tere (M2, HÉV 8, HÉV 9) – Uzsoki Utcai Kórház                |
| 83    | Orczy tér – Kálvin tér (M3)                                            |

### Tabor
Linie trolejbusowe są obsługiwane przez następujące pojazdy:
- Ikarus 280T: 84 szt., przegubowy, z l. 1987–89 i 1996
- Ikarus 435T: 5 szt., przegubowy, z l. 1994-96
- Ikarus 411T: 1 szt., z r. 1994
- Ikarus 412T: 13 szt., z r. 2002
- ZiU-9: 24 szt., z l. 1976-84
- Ganz Solaris Trollino 12B: 6 szt., z r. 2005 – polskie trolejbusy z napędem produkcji zakładów Ganza
- Ganz Skoda Solaris Trollino 12B: 10 szt. z r. 2007 – kontynuacja serii Ganz Solaris Trollino 12B po bankructwie zakładów Ganza: produkcję przejęła czeska Skoda

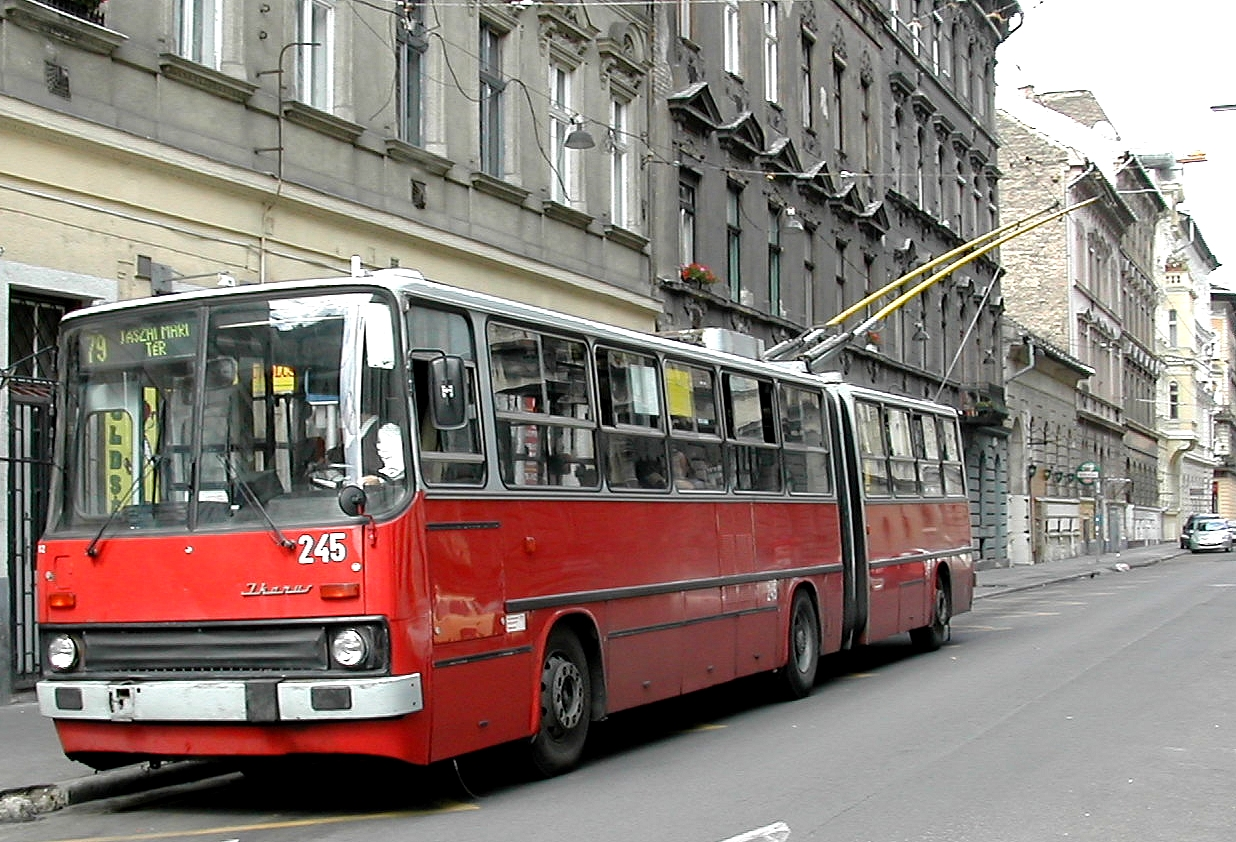
Ikarus 280T
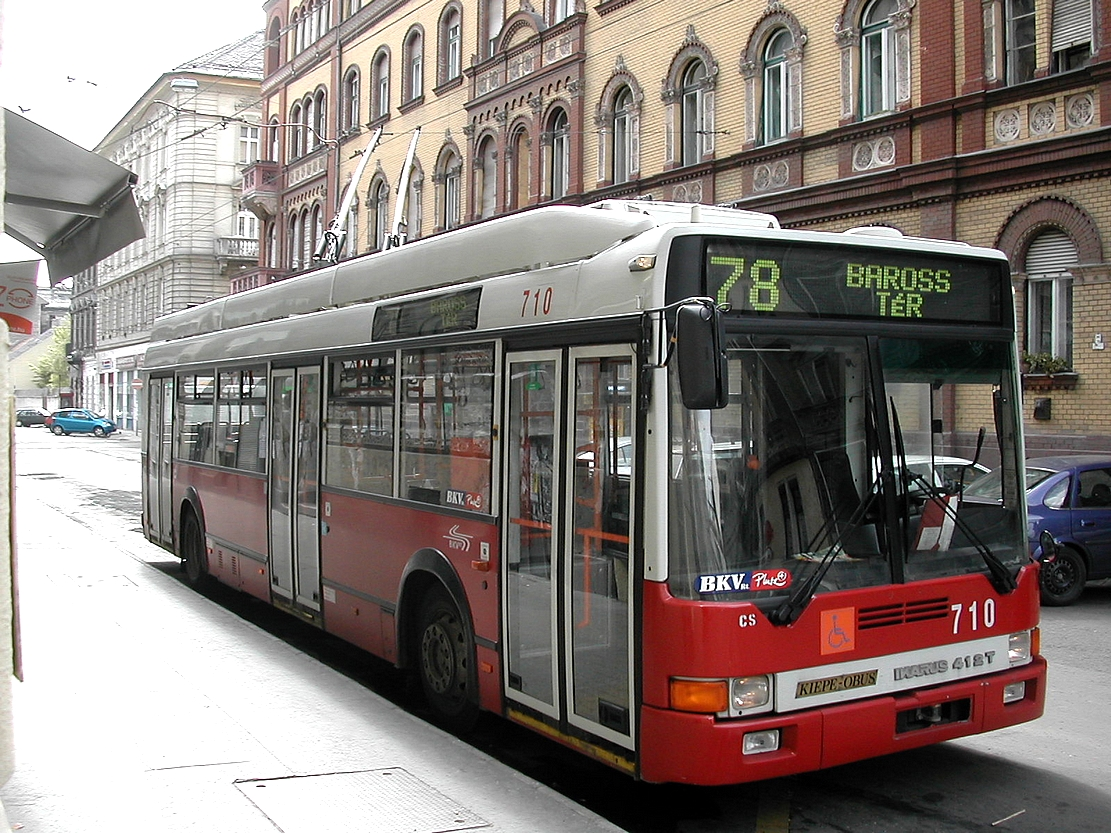
Ikarus 412T
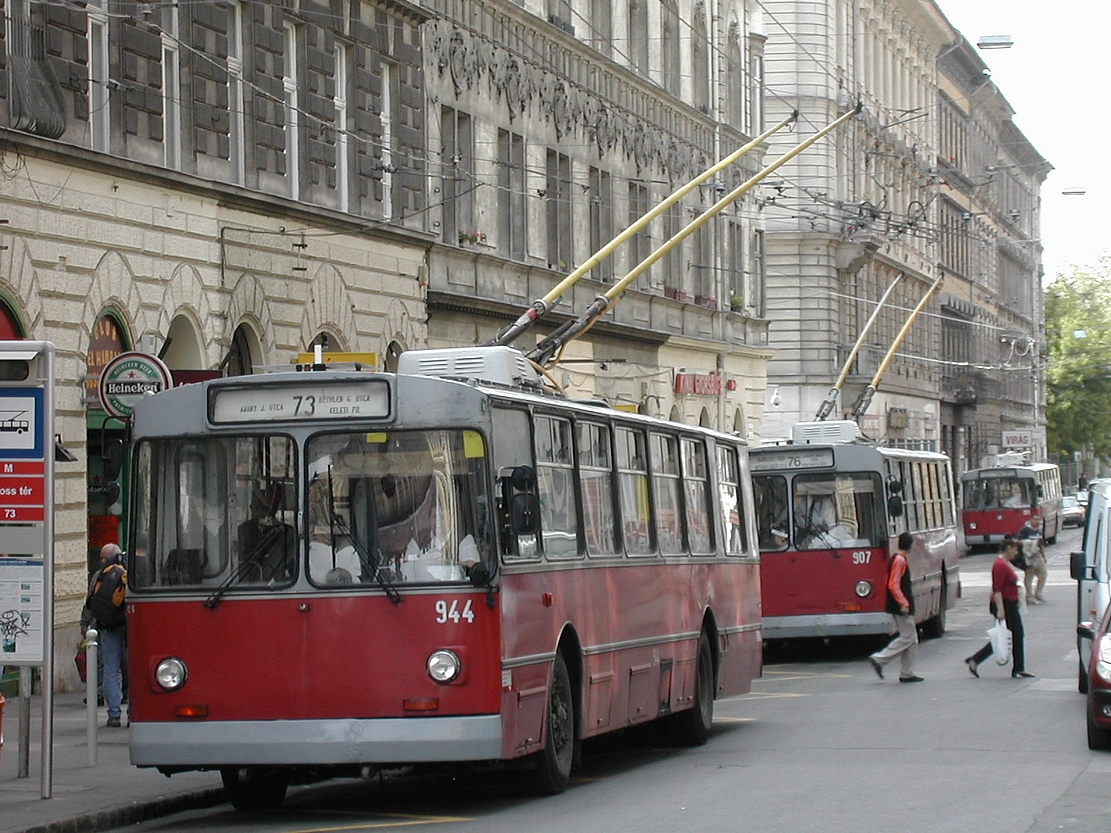
ZiU-9
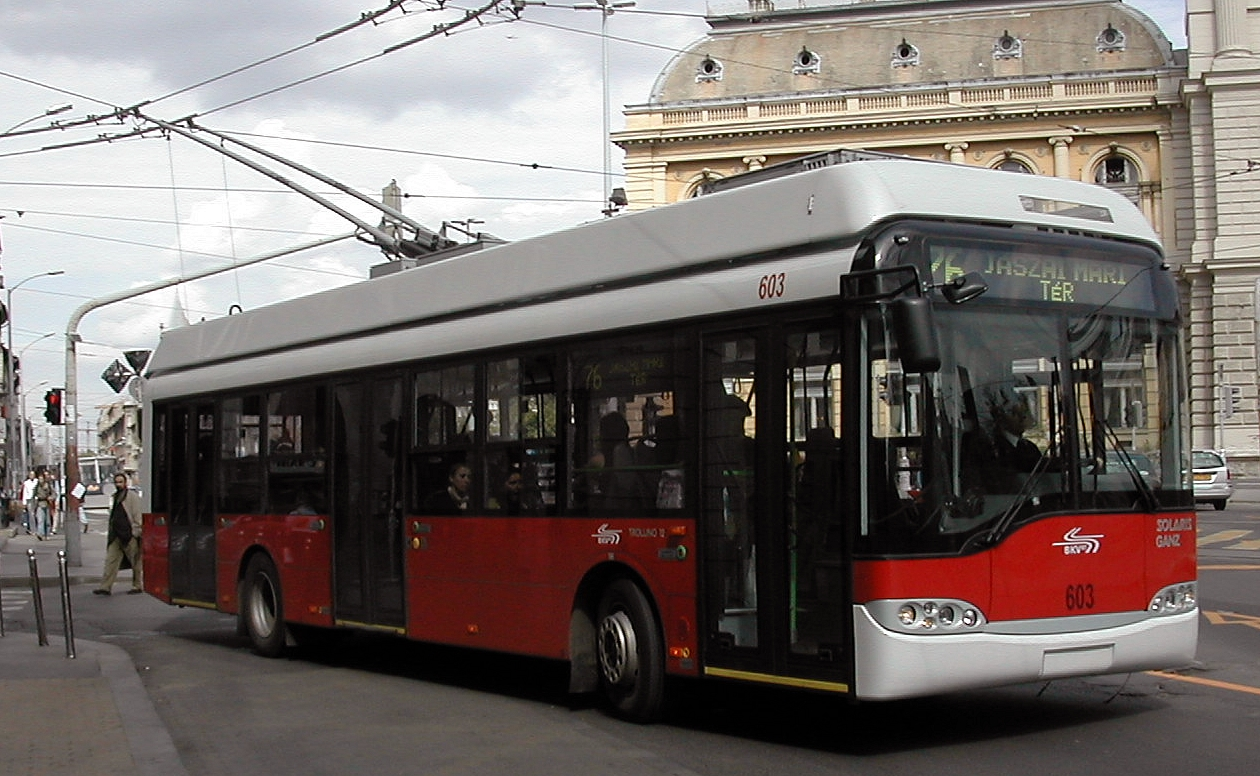
Ganz Solaris

## Metro

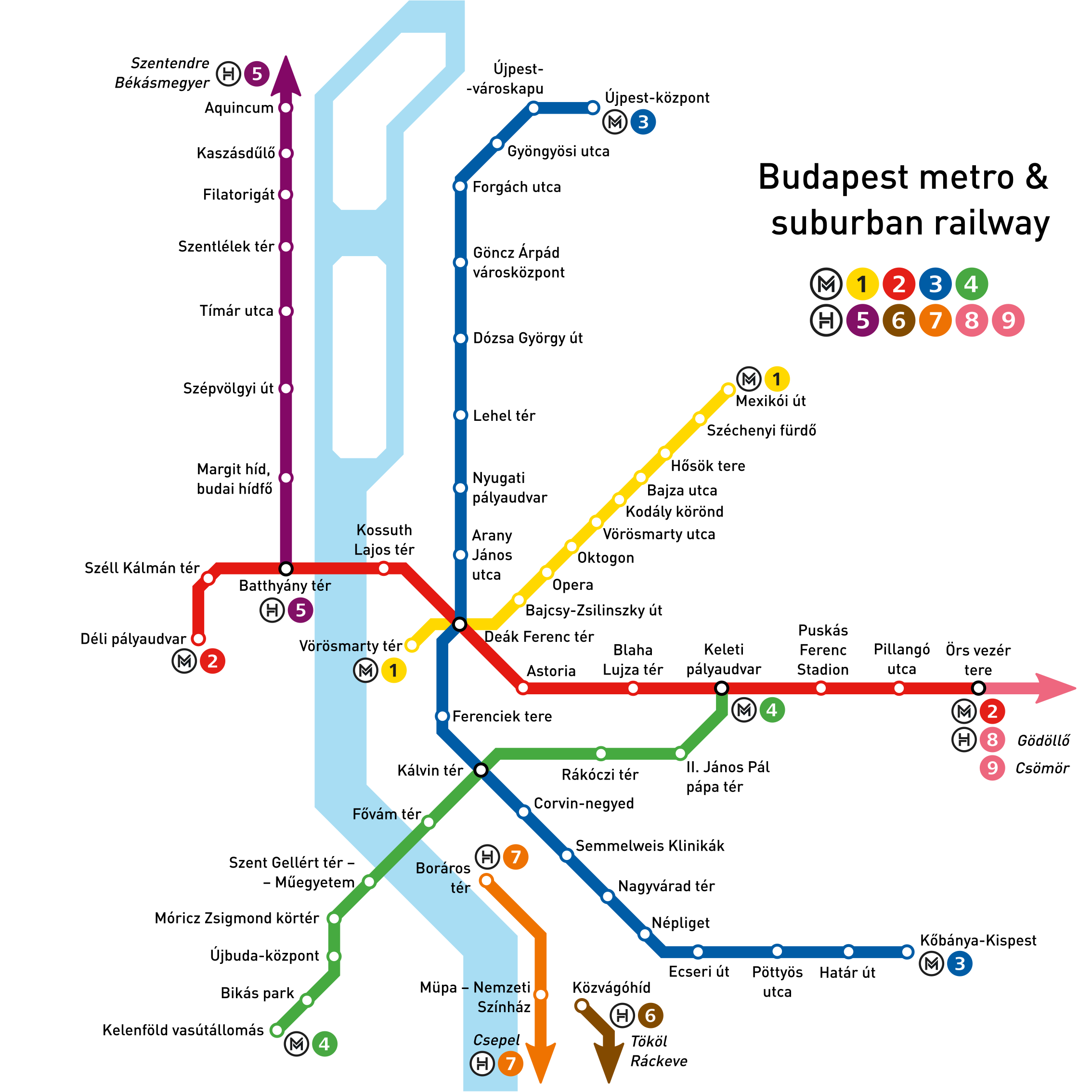
Sieć metra w Budapeszcie

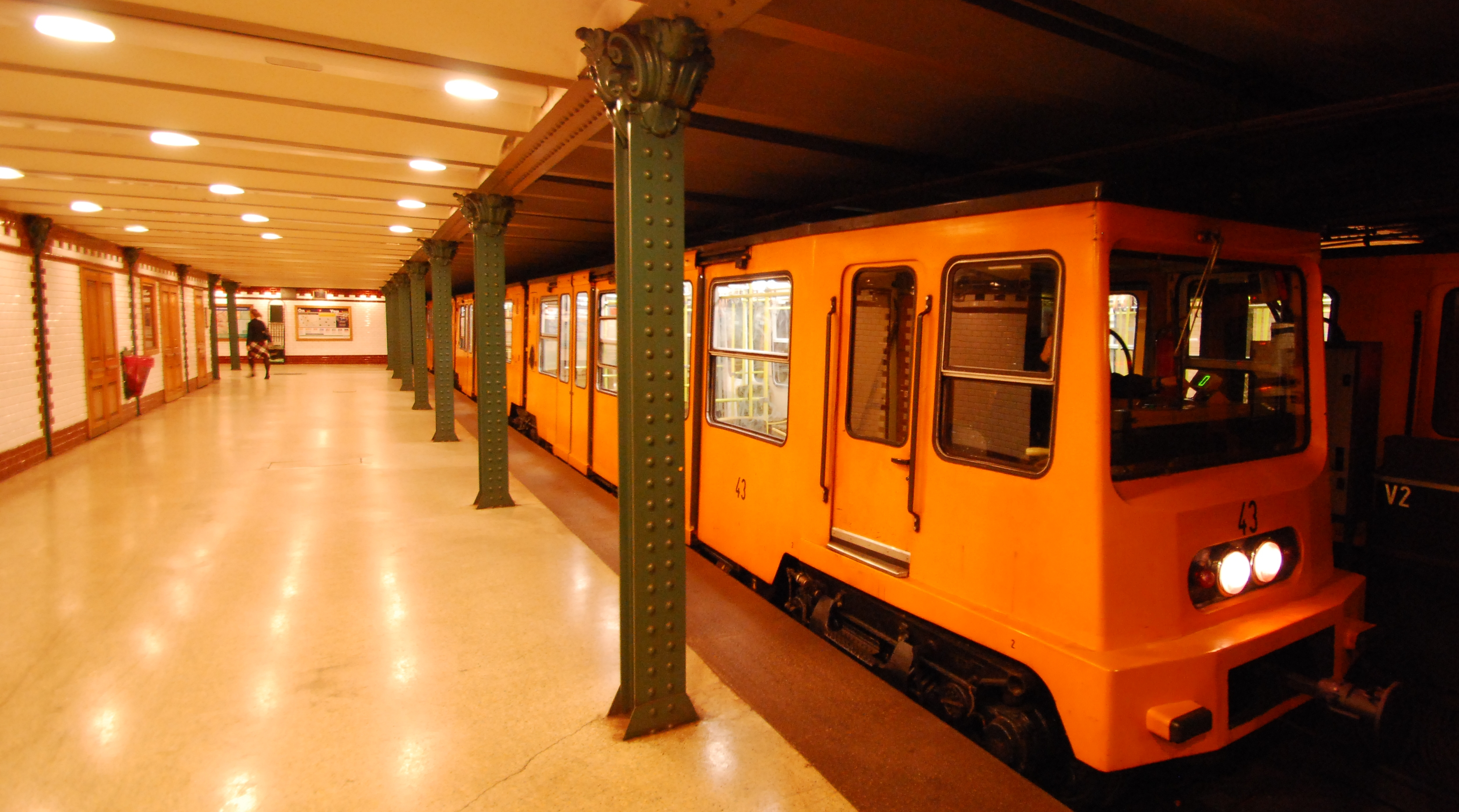
Skład Ganz-FAV na stacji metra M1 – Vörösmarty tér

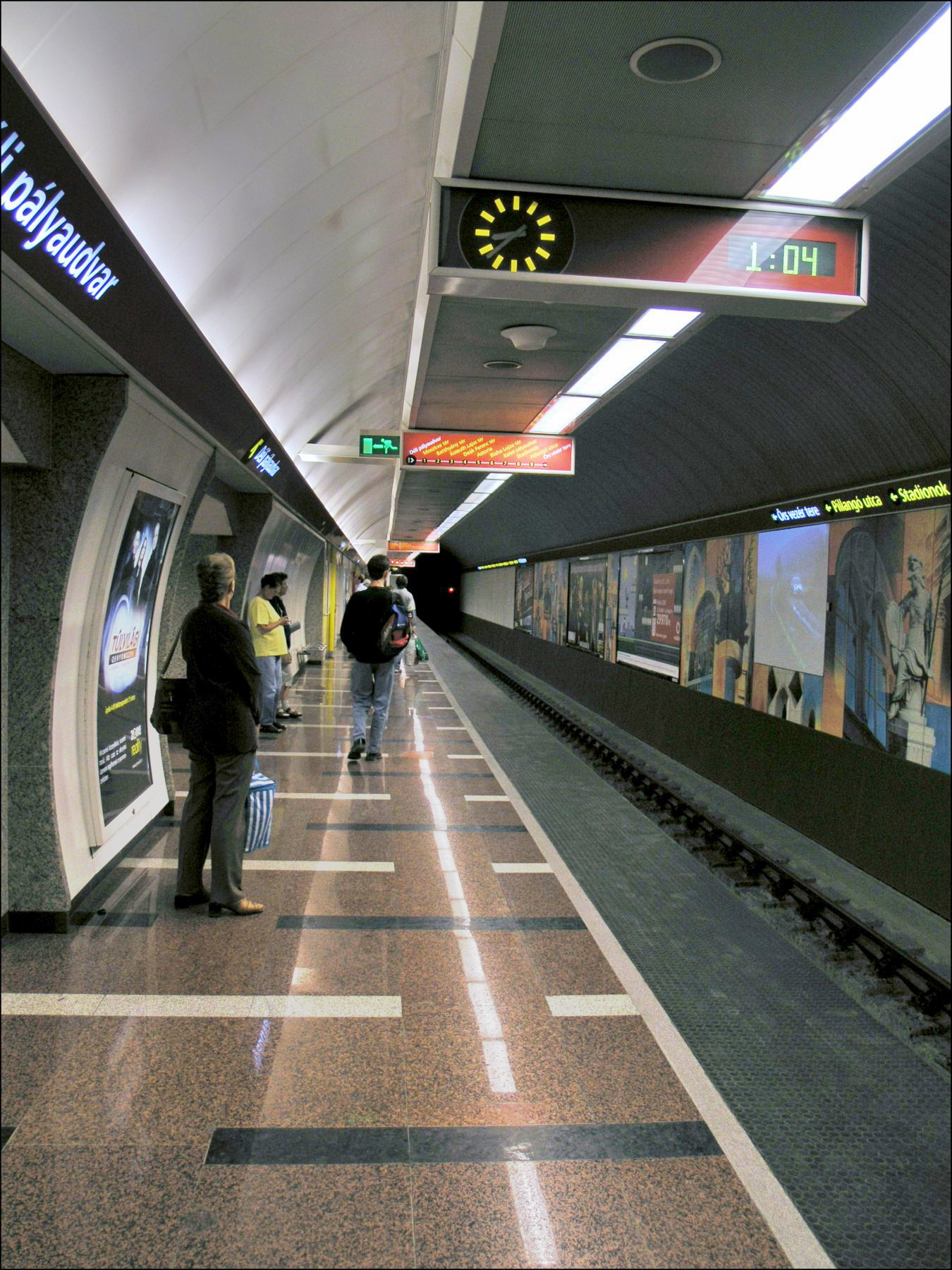
Stacja metra M2 – Déli pályaudvar (Dw. Południowy)

W Budapeszcie działają cztery linie metra:

### M1(żółta)
Otwarta w 1896 r., na obchody 1000-lecia państwa węgierskiego – dlatego nosi nazwę Millenniumi Földalatti Vasút („Milenijna Kolej Podziemna”). Zadaniem tej linii było odciążenie głównych ulic Pesztu – Sugárút (późniejsza al. Andrássy’ego) i Królewskiej (Király utca), których już nie dało się poszerzyć. Linia ta jest najstarszym metrem w kontynentalnej Europie. Początkowo biegła ona od pl. Vörösmarty (wówczas pl. Gizella) do północnej krawędzi parku Városliget (dziś jest tam stacja Széchenyi-fürdő), w r. 1973 przedłużono ją do al. Meksykańskiej (Mexikói út). Linia ma 4,4 km długości. Przebiega tuż pod jezdnią, dlatego formalnie nie jest to metro, ale jedynie kolej podziemna. Obsługują ją trzyczęściowe, przegubowe składy Ganz-FAV z l. 1973 i 1987, o długości 30 m, dlatego stacje są także dużo krótsze niż w typowym metrze. Mają po dwa perony boczne. Linia znajduje się od 2002 r. na liście światowego dziedzictwa UNESCO.

### M2(czerwona)
Budowa nowego odcinka metra – linii wschód-zachód – zaczęła się już w 1950 r., ale w l. 1954–62 stanęła. Pierwszy odcinek – Örs vezér tere-dw. Keleti-pl. F. Deáka – oddano do użytku w 1970 r., drugi – pl. F. Deáka-pl. Batthyány’a-dw. Déli – w 1973 r. Dwie pierwsze stacje – Örs vezér tere i Pillangó utca – są naziemne i mają po dwa perony boczne, pozostałe stacje są podziemne i mają perony wyspowe. Niektóre stacje mają charakterystyczny kształt, przypominający stacje metra radzieckiego (np. Déli pályaudvar – masywne filary na skraju peronów, okrągły sufit – jak np. moskiewski Ochotnyj Riad; Deák Ferenc tér – podobne filary, ale sufit płaski – jak np. kijowskie Niwki). Linia ma długość 10,3 km, najgłębsza stacja leży 38 m pod ziemią. Linię obsługują wagony produkcji rosyjskiej, z serii 81 (z Mytiszczi), o długości 18,8 m (takie, jak w Warszawie).

### M3(niebieska)

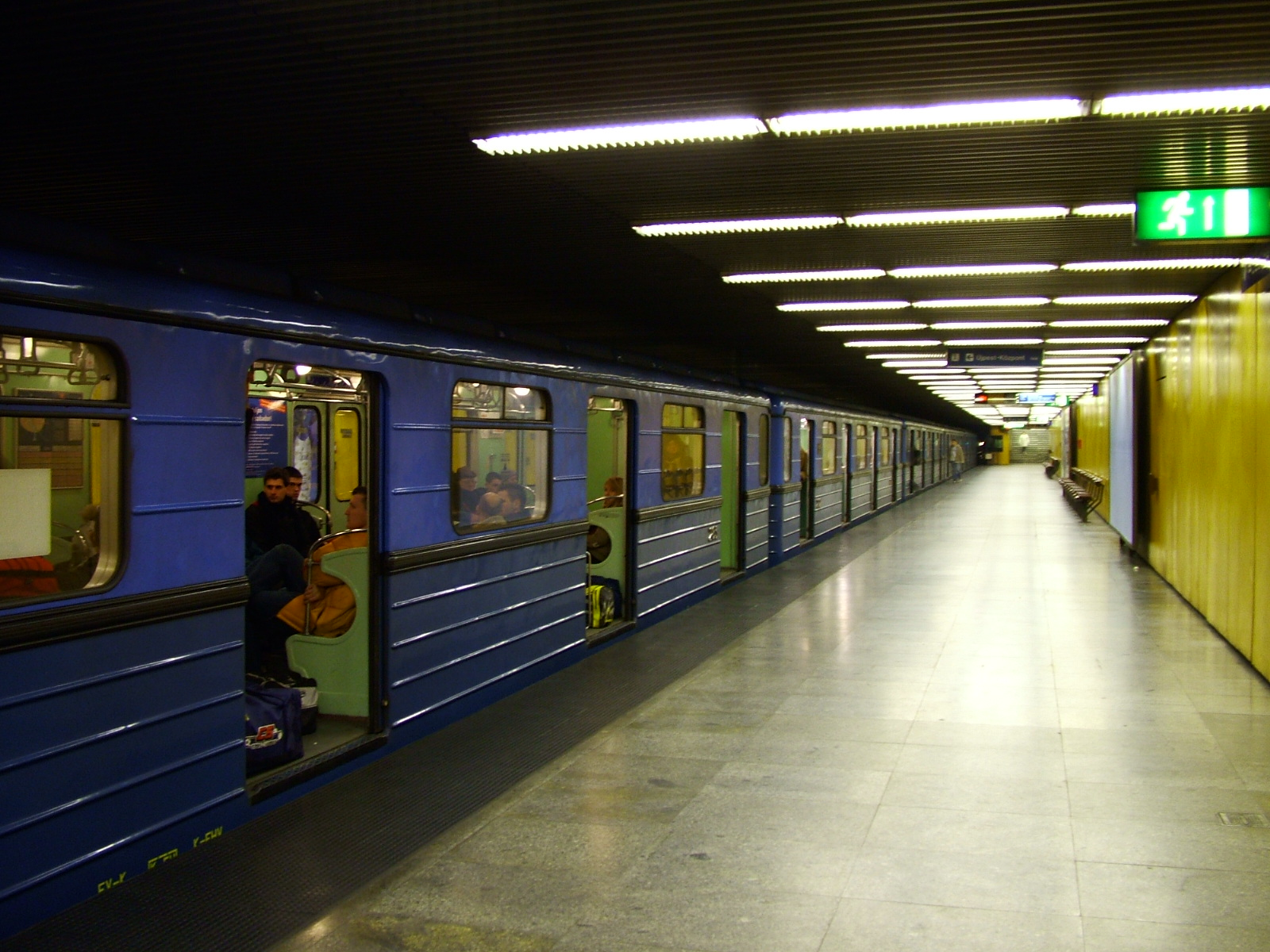
Pociąg serii 81 na stacji metra M3 – Pöttyös utca

Budowę tej linii rozpoczęto w 1966 r. W 1976 r. oddano pierwszy odcinek (od pl. F. Deáka do pl. Nagyvárad), w 1980 – drugi (od pl. Nagyvárad do stacji kolejowej Kőbánya-Kispest), w 1981 trzeci (od pl. F. Deáka do pl. Lehel), w 1984 – czwarty (od pl. Lehel do Mostu Arpada), w 1990 – piąty i ostatni (od Mostu Arpada do Újpestu). Linia prowadzi pod Váci út i Üllői út. Stacja Kőbánya-Kispest jest naziemna, pozostałe podziemne; stacje na północ od Dózsa György út włącznie mają dwa perony boczne, pozostałe – jeden wyspowy. Linia ma długość 17,4 km, najgłębsza stacja leży 28,4 m pod ziemią. Linię także obsługują wagony produkcji rosyjskiej, z serii 81.

### M4(zielona)
Początkowo przebieg linii zaplanowano od Madárhegy (Ptasiej Góry – osiedla w XI dzielnicy k. Budaörs), pod dw. Kelenföld, Mostem Wolności, dw. Keleti do Bosnyak tér (ok. 4 km na pn. wsch. od dworca). Budowa tej linii rozpoczęła się w 2006 r. Z powodu trudności finansowych (a także niejasności w planowaniu finansowania) budowa stanęła na wiosnę 2008 r. pod rondem Zsigmonda Móricza (jedną stację przed Mostem Wolności). W kwietniu 2011 r. nadburmistrz István Tarlós oświadczył, że miasto nie ma pieniędzy na dalszą budowę, a Unia Europejska nie jest zainteresowana dalszym finansowaniem. Linię oddano do użytku w 2014 roku i ostatecznie łączy ze sobą dw. Keleti z dw. Kelenföld. Linię obsługują pociągi Alstom Metropolis, produkowane w Chorzowie.

## Fogaskerekű vasút

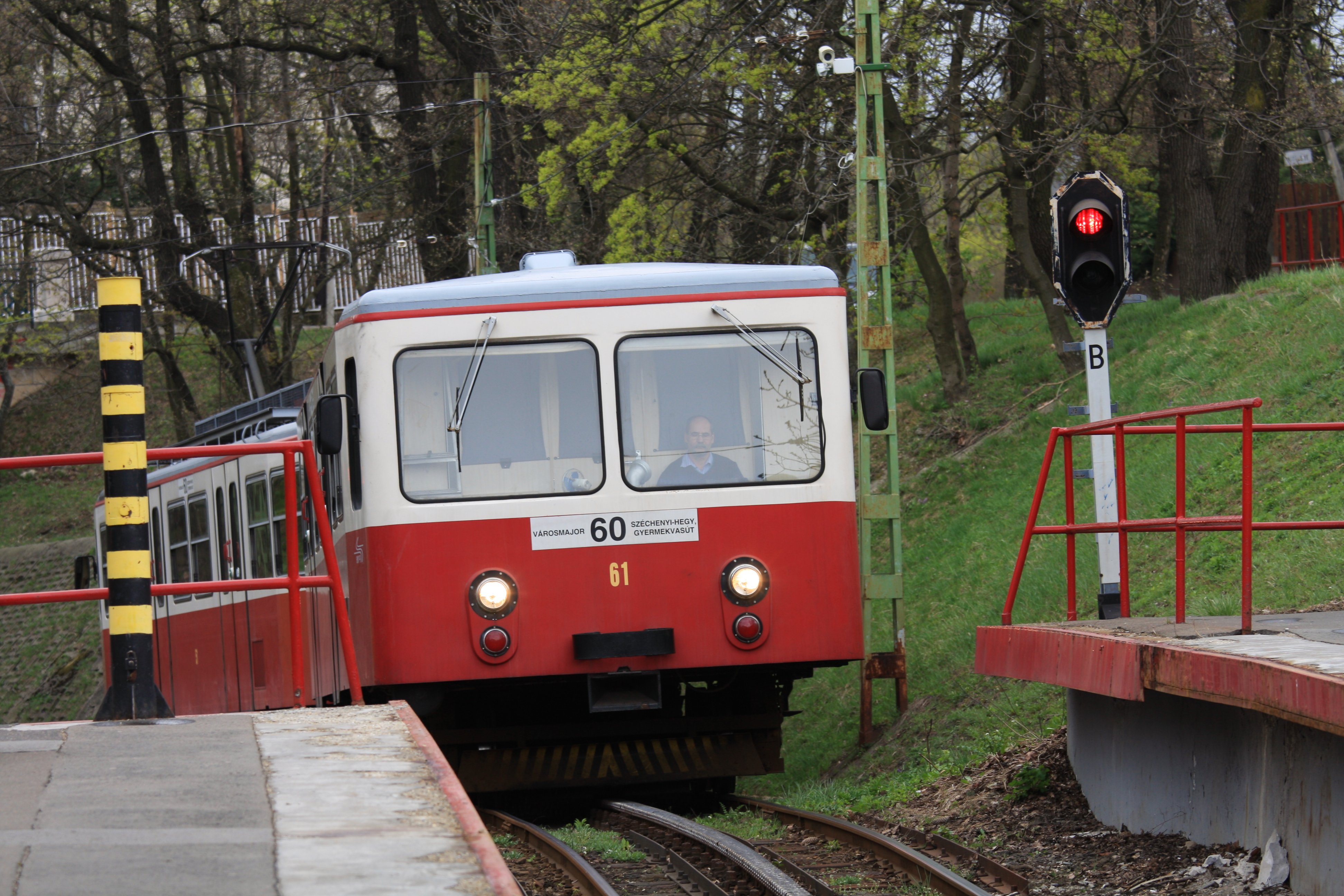
Kolejka zębata wjeżdżająca na przystanek Sváb-hegy – wagoniki Simmering-Graz-Pauker

Jest to kolejka zębata (jedna z dwóch w Budapeszcie), która kursuje od przystanku Városmajor (przy hotelu „Budapeszt”, ok. kilometra na zachód od pl. Kálmána Szélla) na Górę Széchenyiego. Poprzednikiem kolejki był tramwaj konny, uruchomiony w 1868 r., który jeździł od Mostu Łańcuchowego do Zugliget (pod najwyższą górą Budapesztu – Górą Jana). Celem uruchomienia tej linii (już dwa lata po uruchomieniu pierwszej linii tramwaju konnego w Peszcie) było powiązanie zachodnich przedmieść Budy z resztą miasta. Ich mieszkańcy żyli głównie z uprawy winorośli, ale piękny krajobraz tych okolic przyciągał też mieszczan, artystów i pisarzy, którzy budowali tam sobie wille.
Ale już 5 lat później rozpoczęto budowę kolei zębatej, którą uruchomiono w 1874 r. Kolejka miała (i ma) normalny rozstaw szyn (1435 mm) i jeden tor. Początkowo jeździła do Szwabskiej Góry (Svábhegy), w 1890 r. doprowadzono ją na Górę Széchenyiego. Linia ma długość 3,7 km, pokonuje różnicę poziomów 315 m.
Początkowo wagony ciągnął parowóz, a kolejka nie jeździła w zimie. Kursy zimowe wprowadzono w 1910 r. W 1926 r. kolejka trafiła pod zarząd BSzKRt (jeden z poprzedników BKV), który odnowił zniszczone przystanki, tory i tabor. Podjęto też elektryfikację kolejki – zakończono ją w 1929 r. Lokomotywy i wagony były częściowo szwajcarskie, a częściowo pochodziły z zakładów Ganza.
Od lat 70. kolejkę obsługują zespoły trakcyjne austriackich zakładów Simmering-Graz-Pauker. Od chwili utworzenia BKV kolejka należy do sieci tramwajowej jako linia nr 60.

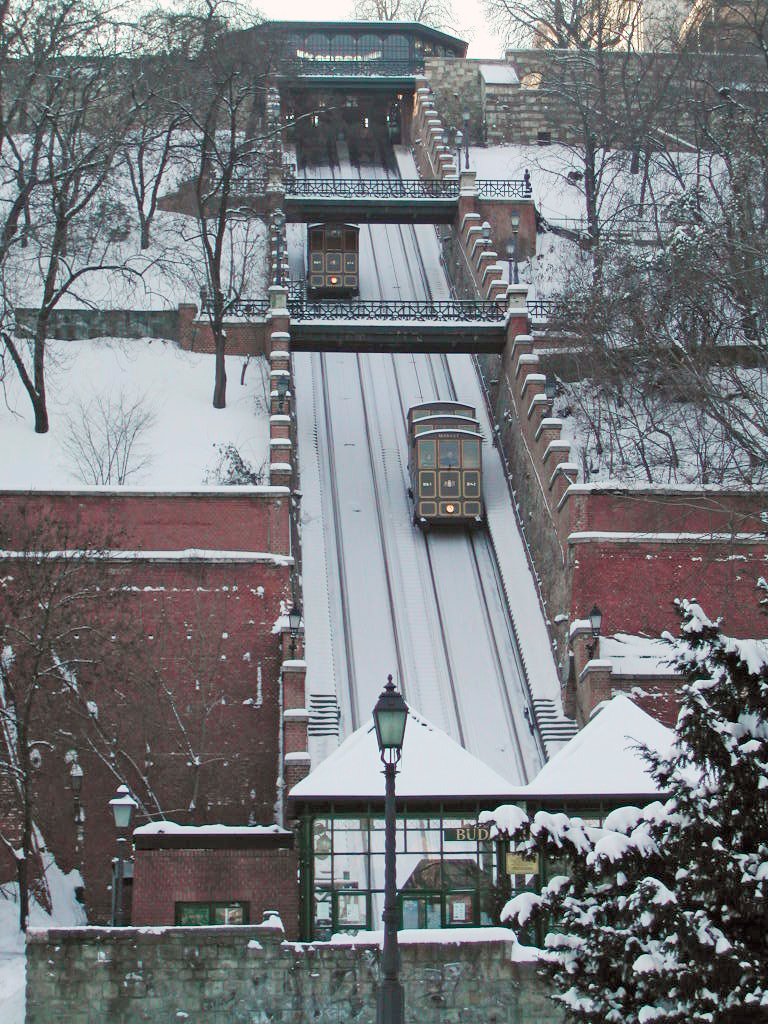
Kolej linowo-terenowa na Wzgórze Zamkowe

## Budavári sikló

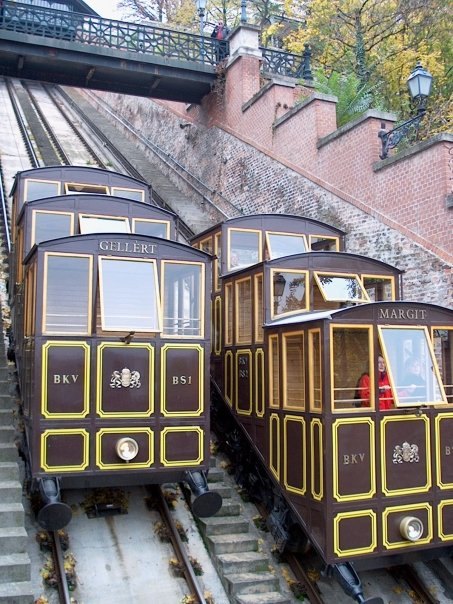
Kolej linowo-terenowa – wagoniki Margit i Gellért

Kolej linowo-terenowa w Budapeszcie. Kursuje między pl. Adama Clarka (rondo przy budzińskim przyczółku Mostu Łańcuchowego) a pl. św. Jerzego (Szent György tér, między Zamkiem Królewskim a Pałac Sándora). Została zbudowana w r. 1870 z inicjatywy Ödöna Széchenyiego, syna hr. Istvána Széchenyiego – celem było udogodnienie połączenia wzgórza z resztą miasta (dopiero w 1928 r. zaczął tam jeździć autobus). Była to druga tego typu kolej w Europie (po lyońskiej).
Po II wojnie światowej zniszczonej kolejki początkowo nie odbudowywano – na wzgórze kursował autobus, więc uznano ją za niepotrzebną. W 1963 r. planowano zbudować na jej miejscu ruchome schody, jednak dwa lata później wrócono do planu odbudowy. Plany wielokrotnie zmieniano – kolejka ruszyła dopiero w 1986 r. Podlega pod zarząd BKV. Od 1987 r. znajduje się na liście światowego dziedzictwa kulturowego UNESCO.
Po linii kursują wahadłowo dwa wagoniki, połączone liną (są one dokładną kopią oryginalnych wagoników sprzed 140 lat). Torowisko ma normalny rozstaw szyn (1435 mm). Wagoniki są napędzane jednym silnikiem elektrycznym, znajdującym się pod górną stacją kolejki (przed wojną był to silnik parowy, znajdujący się pod dolną stacją). Długość trasy wynosi 95 m, różnica poziomów – 50 m. Kolejka nie kursuje w poniedziałki nieparzystych tygodni roku (wtedy przeprowadzana jest konserwacja).

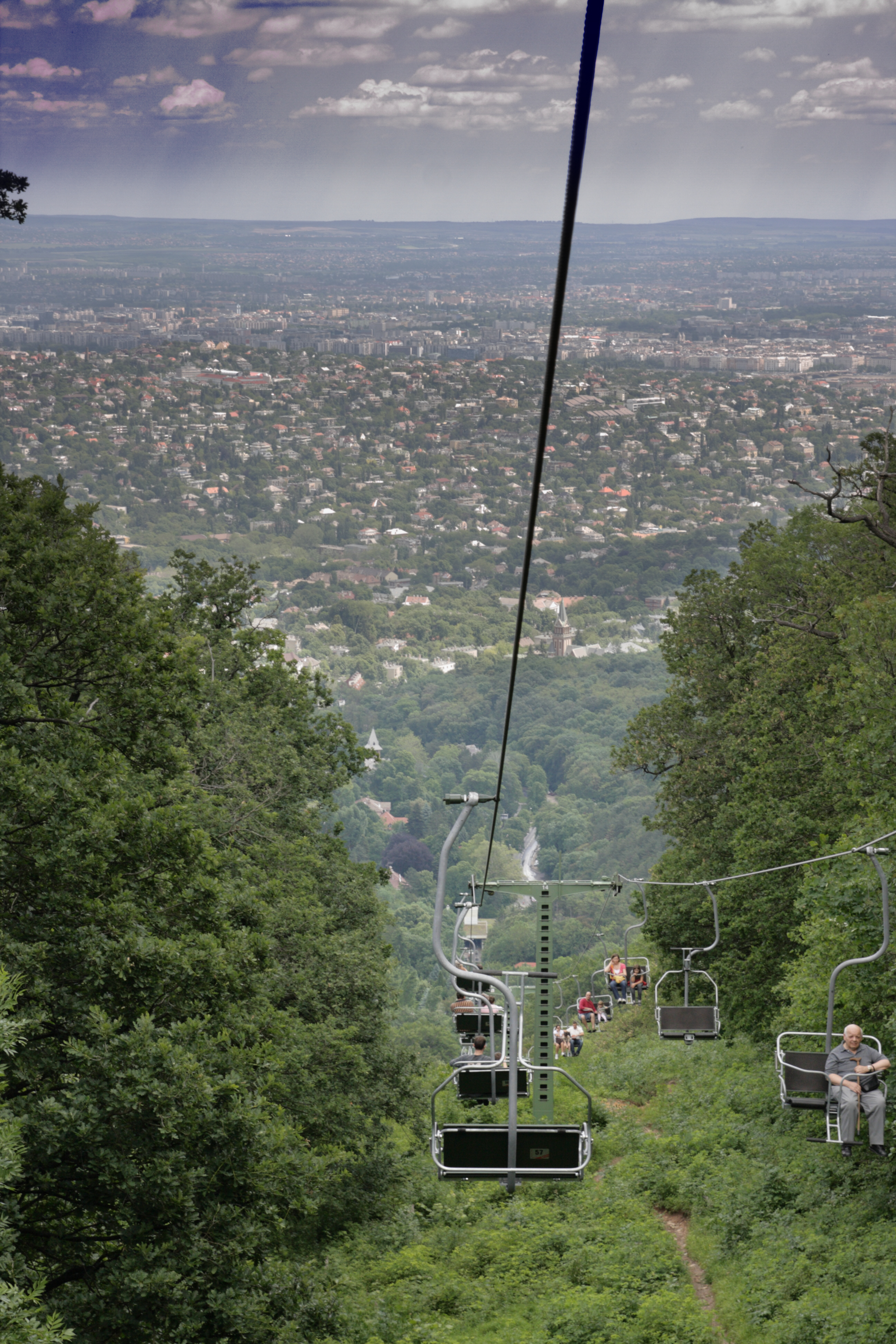
Kolejka linowa w Budapeszcie – widok na II i XIII dzielnicę

## Libegő
Jest to kolejka linowa, krzesełkowa, kursująca od os. Virányos na najwyższy szczyt Budapesztu – Górę Jana (János hegy). Została zbudowana w 1970 r., choć plany pojawiały się już od l. 30. Od 1977 r. kolejka znajduje się pod zarządem BKV.
Kolejka kursuje cały rok. Długość wynosi 1040 m, różnica poziomów 262 m. Lina i krzesełka są produkcji austriackiej, stalowe słupy podtrzymujące linę pochodzą zaś z Tatabányi.

## Kolejka dziecięca (Gyermekvasút)
Jest to kolejka, w której od początku sprzedażą biletów, obsługą konduktorską, a także kierowaniem ruchem (odprawa pociągów na stacjach, dawanie sygnału do odjazdu) zajmują się dzieci w wieku 10–14 lat (dorośli są tylko maszynistami, pracownikami technicznymi i kierownikami stacji). Kolejka biegnie wzgórzami budańskimi wzdłuż granicy miasta od Góry Széchenyiego do Erzsébettelek (do pętli Hűvösvölgy). O budowie kolejki zadecydowano w r. 1947. Do użytku oddawano ją odcinkami – pierwszy (od Góry Széchenyiego do Virágvölgy) w lipcu 1948 r., drugi (do Szépjuhászné – wiaduktu nad ul. Budakeszi) w czerwcu 1949, trzeci (do Hűvösvölgy) w sierpniu 1950 r.
Początkowo kolejkę obsługiwali pionierzy, dlatego aż do upadku komunizmu jej nazwa brzmiała Úttörővasút – „Kolejka pionierska”. Zgodnie z ówczesną ideologią, praca w kolejce była narzędziem wychowania socjalistycznego. Jednak dzieci sprawiające tzw. problemy wychowawcze do tej pracy nie trafiały, wręcz przeciwnie – brano dzieci wyróżniające się, z dobrymi stopniami (z żadnego przedmiotu w szkole nie mogły mieć ani jednej trójki). Praca w kolejce była nobilitacją dziecka wśród kolegów. Podczas wakacji organizowano też dwutygodniowe obozy dla „kolejarzy”. Dzieci były oceniane za pracę: praca bezbłędna dawała 100%, każdy błąd odejmował procenty, zachowanie wyróżniające dodawało.
Obecnie w kolejce pracują dzieci, których średnia ocen jest równa co najmniej 4,0 (oczywiście, muszą mieć zgodę rodziców, szkoły i lekarza). Po zgłoszeniu się muszą przejść przeszkolenie zakończone egzaminem. Po zakwalifikowaniu się odbywają krótki staż pod okiem starszego kolegi (i osoby dorosłej), podczas którego oceniane jest przygotowanie praktyczne i zachowanie. Wiele dzieci decyduje się potem na zawód kolejarza.
Kolejka dziecięca ma długość 11,2 km. Jest wąskotorowa (rozstaw szyn wynosi 760 mm), niezelektryfikowana, jednotorowa. Obsługuje ją:
- 6 lokomotyw spalinowych Mk45, produkowanych w Bukareszcie od r. 1970 (znane też i w Polsce pod oznaczeniem Lxd2),
- 2 lokomotywy parowe MÁV 490, produkowane przez MÁVAG do lat 50.,
- 8 wagonów otwartych (letnich),
- 8 wagonów zamkniętych (zimowych),
- 5 wagonów specjalnych (dla rowerów, laboratoryjny, bufet, 2 salonki).

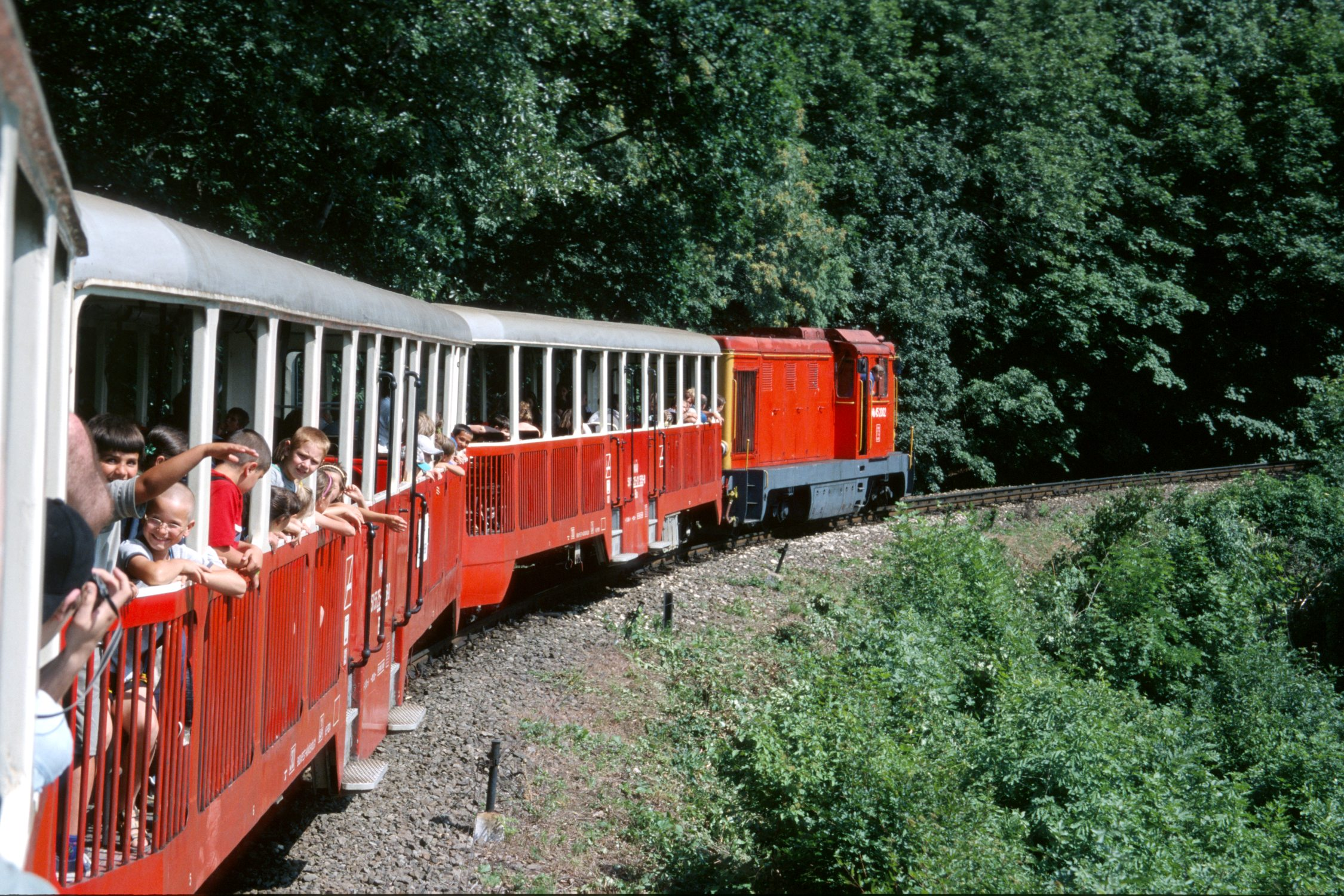
Kolejka dziecięca – wagony otwarte
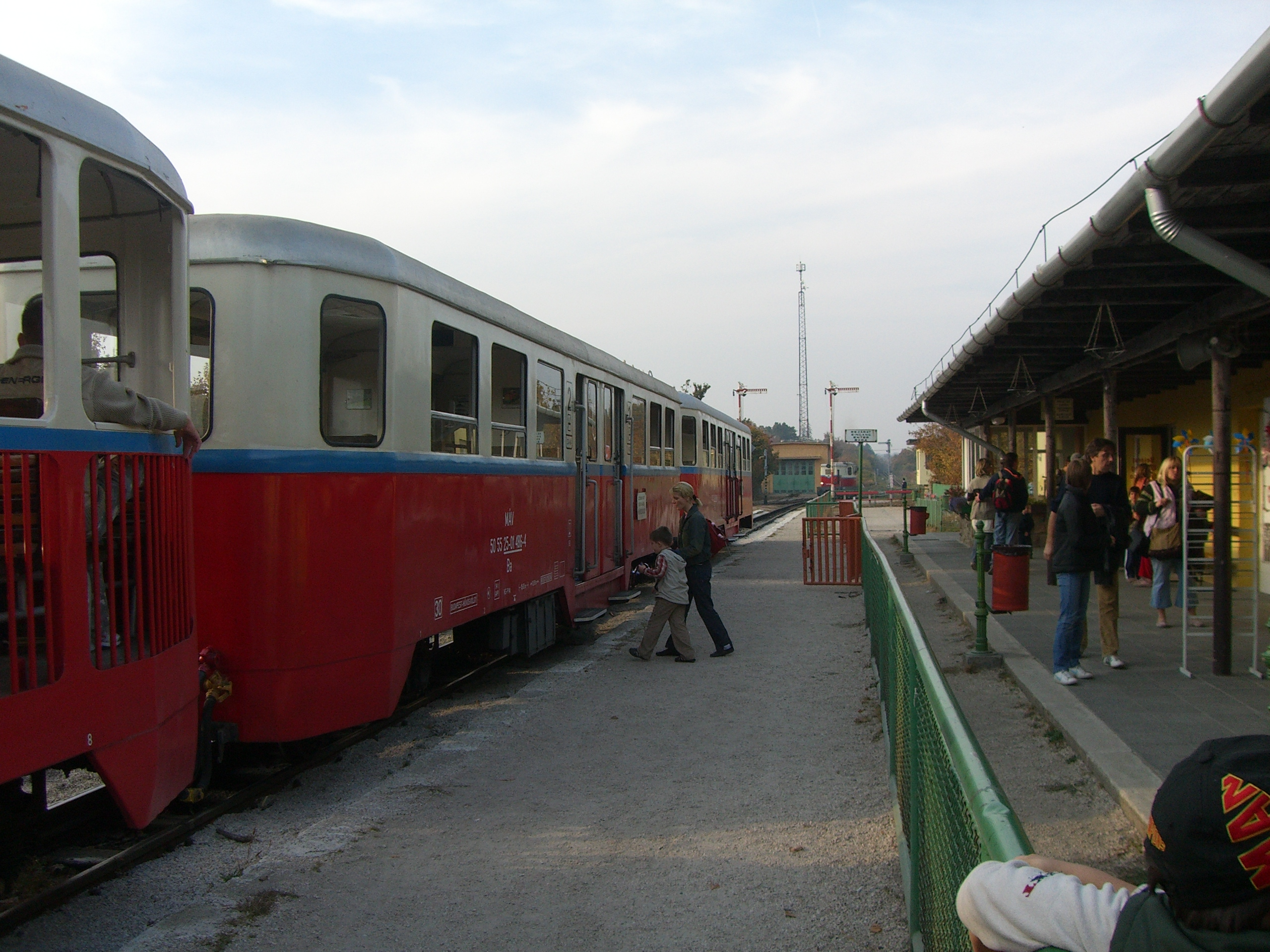
Kolejka dziecięca – wagony zamknięte
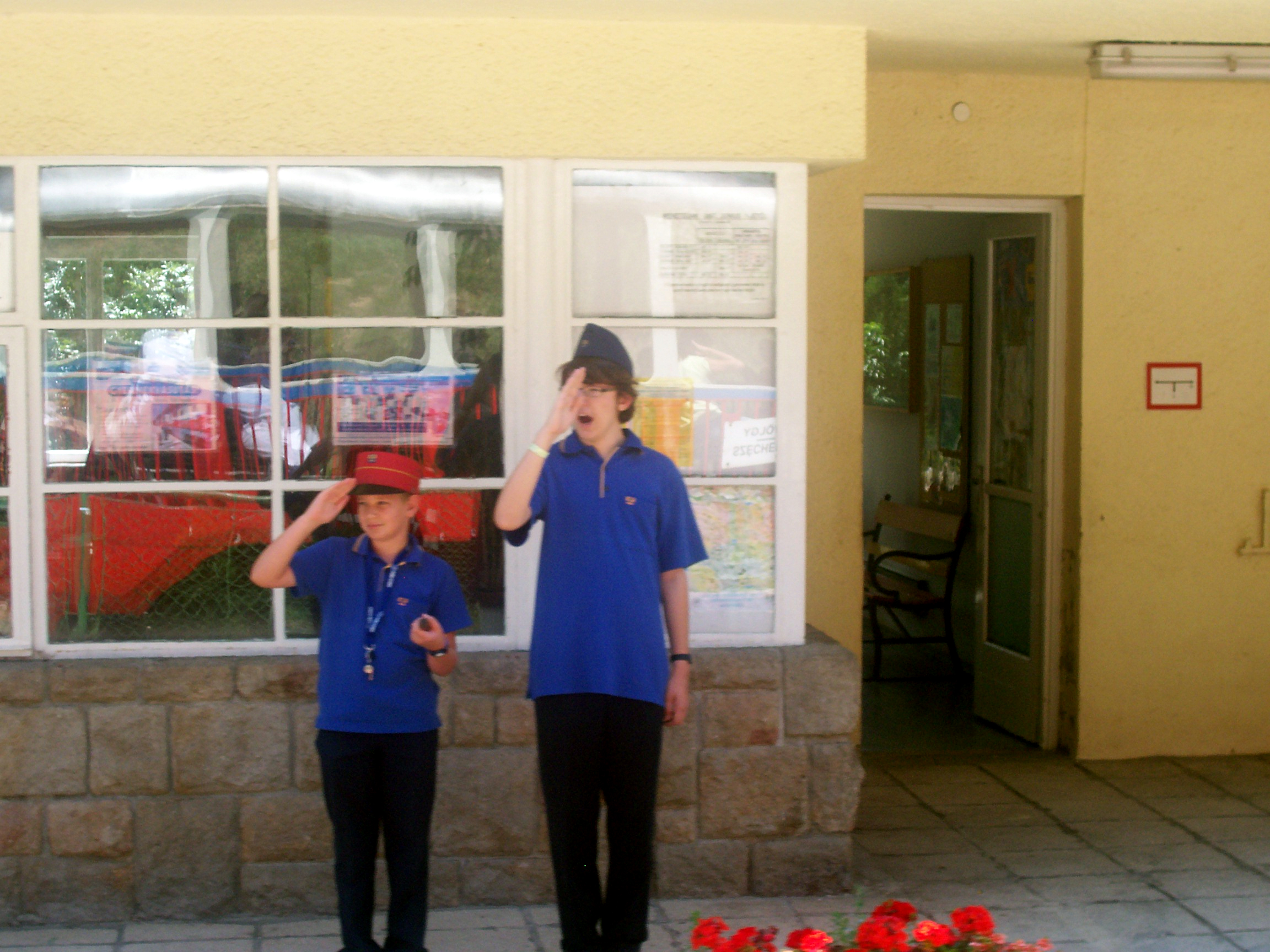
Odprawa pociągu
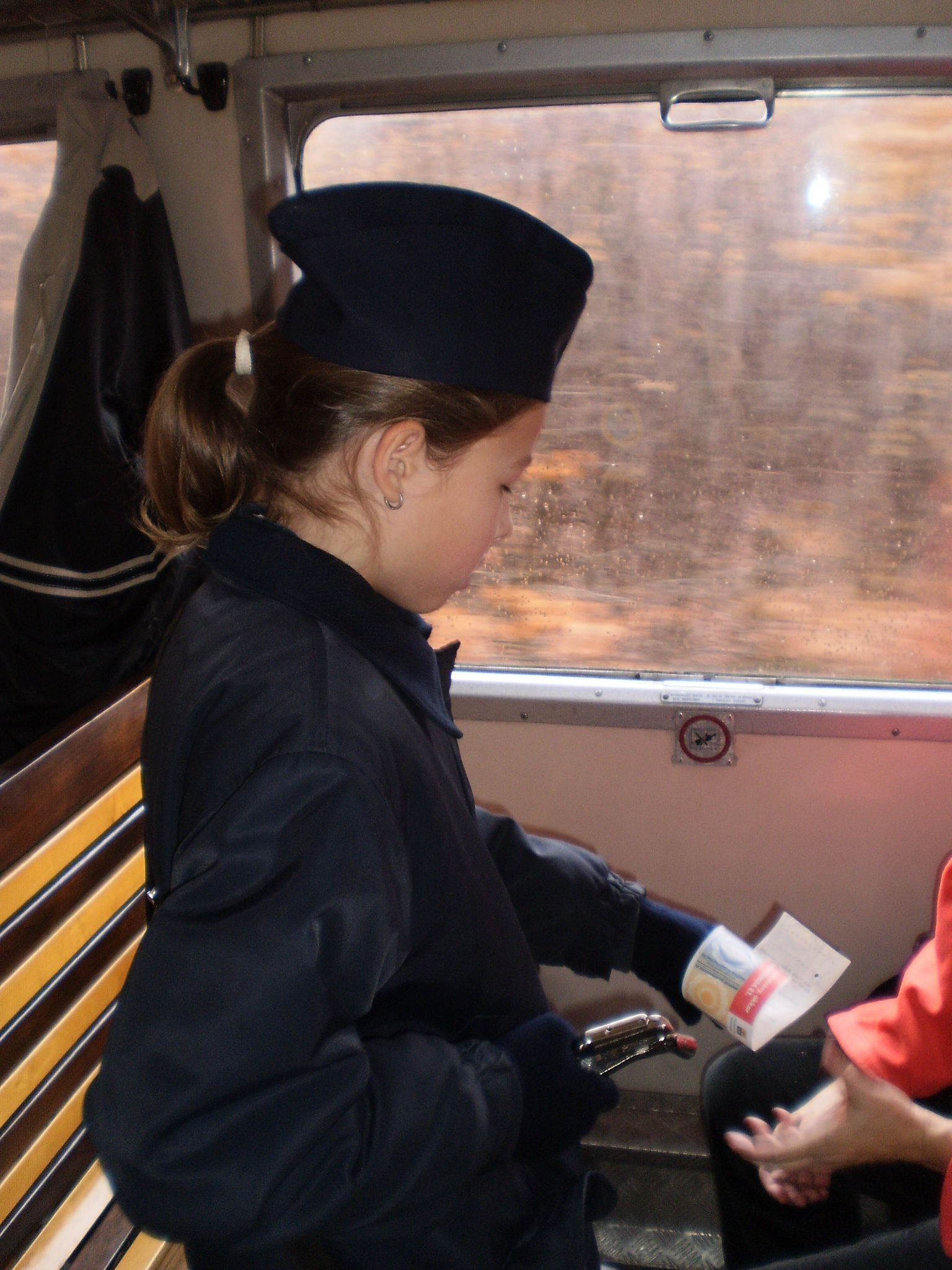
Sprzedaż biletów
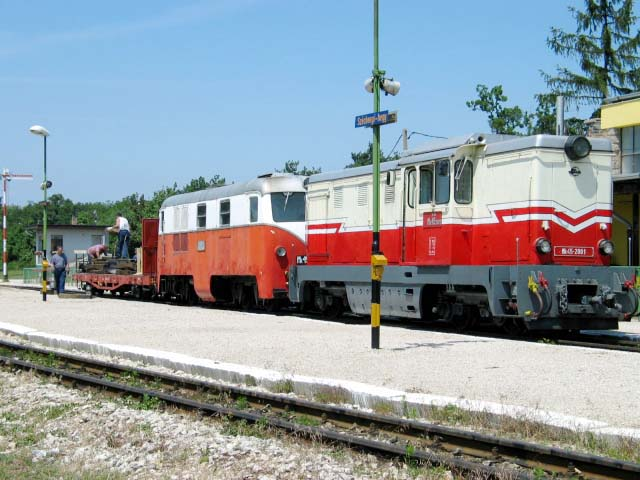
Z prawej – lokomotywa Mk45, z lewej – lokomotywa Mk49 (obecnie nie używana, odnawiana)
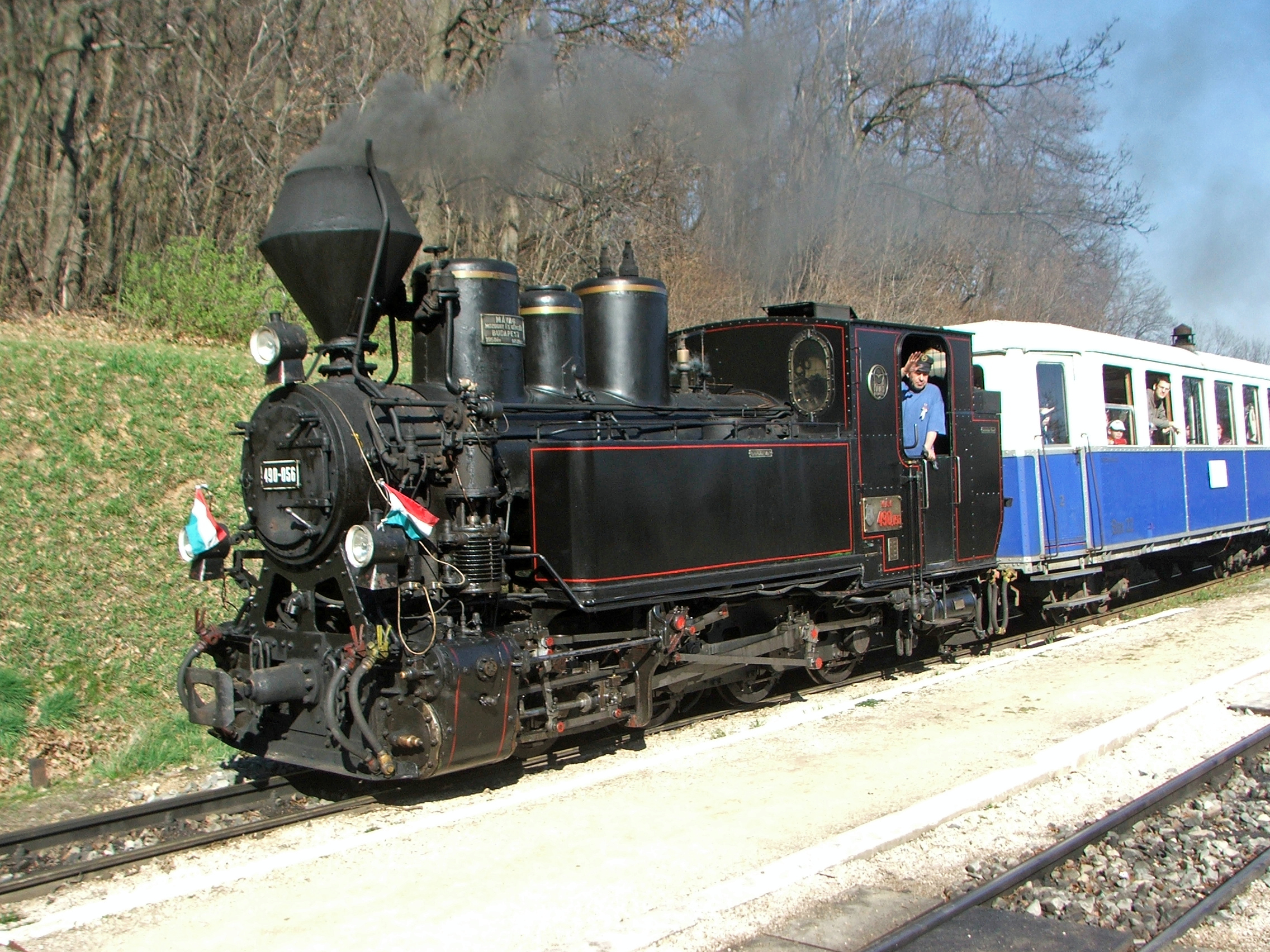
Lokomotywa MÁV 490

## Autobusy międzymiastowe
Głównym pasażerskim przewoźnikiem krajowym na Węgrzech jest Volán. Są to 24 zakłady (oddziały), analogiczne do polskich oddziałów PKS. Oddział budapeszteński nosi nazwę Volánbusz Közlekedési Rt. ("Komunikacyjna Spółka Akcyjna Volánbusz").
Główny dworzec autobusowy w Budapeszcie znajduje się koło Stadionu F. Puskása. Inne znajdują się k. parku Népliget (k. stadionu Ferencváros FC), w Újpest (przy stacji metra M3 Újpest-Városkapu), na wyspie Csepel (Szent Imre tér), przy dw. Budapest Kelenföldi, przy pl. Kálmána Szélla, przy Moście Arpada (Flórián tér).
Większość kursów lokalnych jest numerowana, jak linie podmiejskie: numery zaczynające się na 300 są zarezerwowane dla 39 linii jeżdżących w okolice Vác i Dunakeszi, numery na 600 – dla 31 linii na wyspę Csepel, numery na 700 – dla 47 linii w okolice Érd i Zsámbék, numery na 800 – dla 30 linii jeżdżących do wzgórz Pilis i przełomu Dunaju.
Najczęstsze kursy dalekobieżne (co godzinę lub częściej) odchodzą do siedzib komitatów i regionów atrakcyjnych turystycznie (Eger, Salgótarján, Gyöngyös, Kecskemét, Székesfehérvár, Veszprém, Tatabánya, Győr, do gór Mátra, na niziny węgierskie, nad Balaton, na Kraj Zadunajski). Kursy międzynarodowe łączą Budapeszt z 14 krajami, w tym z Austrią, Francją, Holandią, Chorwacją, Czarnogórą, Wlk. Brytanią, a także Polską (Kraków i Zakopane).

## Transport lotniczy

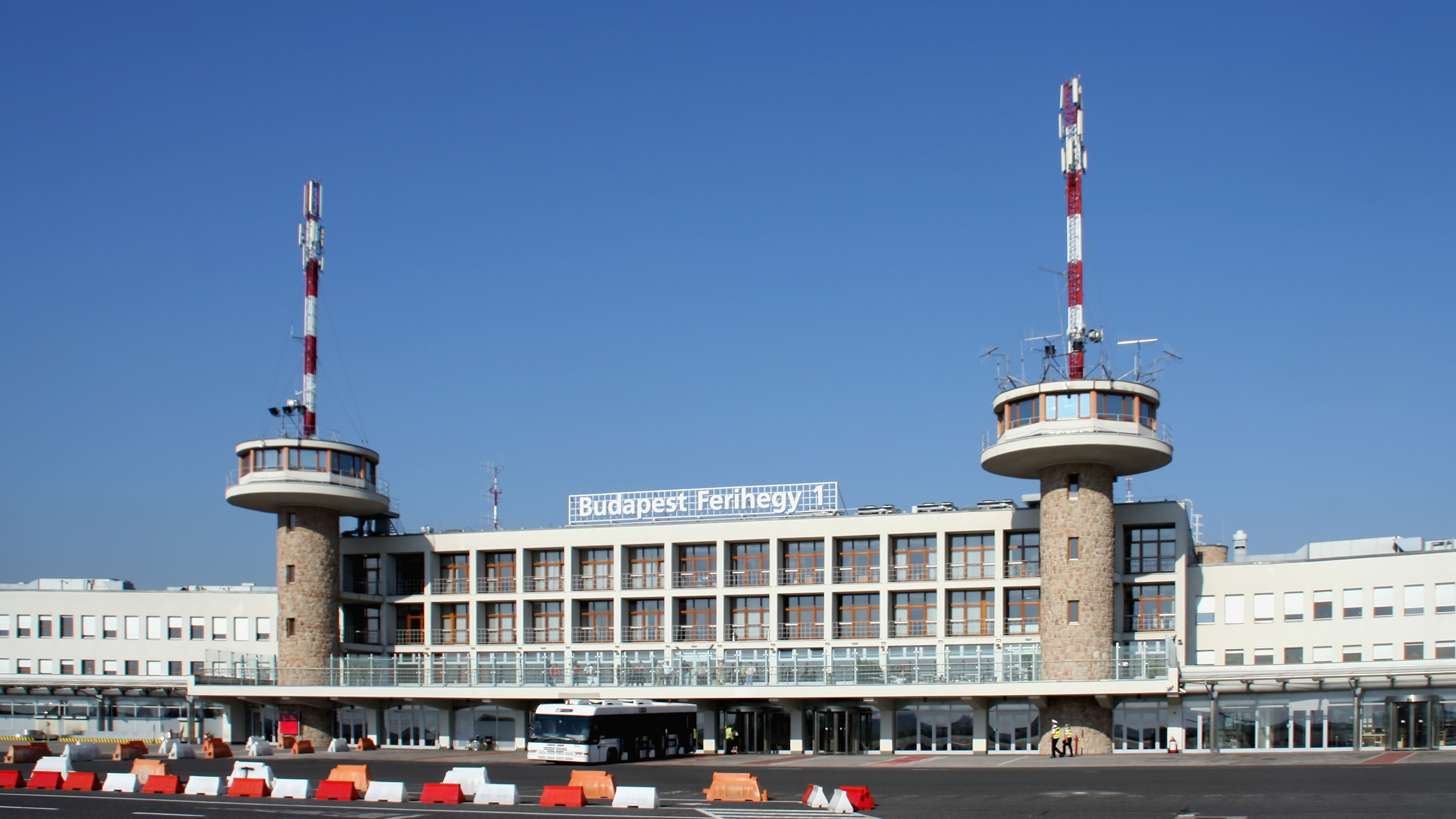
Port lotniczy F. Liszta – Terminal 1

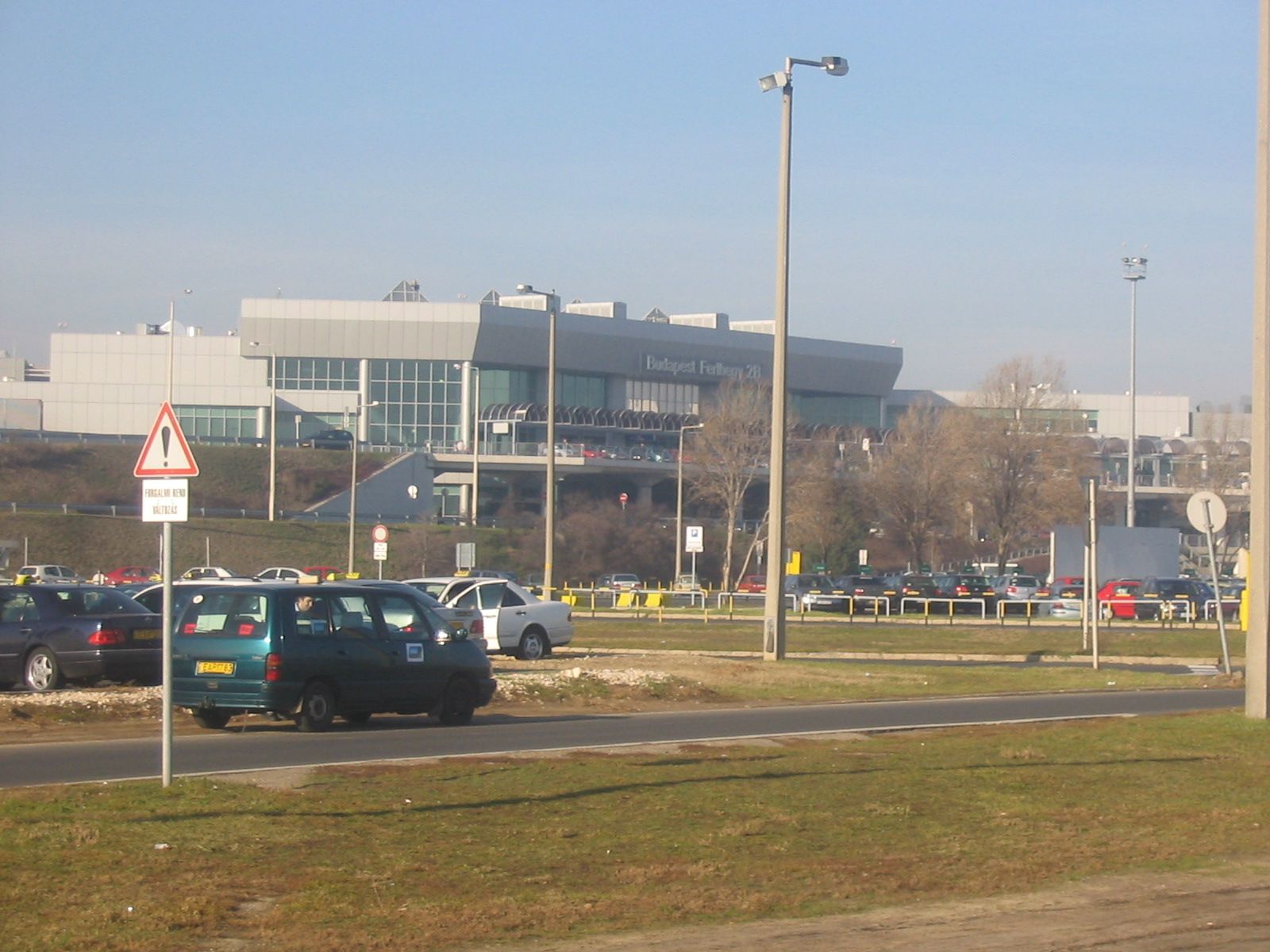
Port lotniczy F. Liszta – Terminal 2

W 1916 r. powstało pierwsze budapeszteńskie lotnisko – w Mátyásföld (ob. XVI dzielnica), a wraz z nim – fabryka samolotów i silników samolotowych. W czerwcu 1918 r. wystartował pierwszy samolot na linii Budapeszt-Wiedeń. Mimo zakazu zawartego w traktacie trianońskim lotnisko w Mátyásföld stawało się powoli bazą lotniczą węgierskich sił powietrznych.
W 1937 r. lotnisko zostało przeniesione do Budaörs. Nowe lotnisko było na europejskim poziomie. Uruchomiono m.in. kursy do Warszawy, co uznano za ważne wydarzenie, bo z Warszawy można było lecieć dalej do Helsinek, a stamtąd do Sztokholmu, przez co Budapeszt stał się centrum ruchu północ-południe. Jeszcze w 1939 r. zaczęto budowę lotniska w Ferihegy.
W 1947 r. zdecydowano o budowie lotniska w Ferihegy dla celów cywilnych. Oddano je do użytku w maju 1950 r. Początkowo latały stamtąd samoloty tylko do „bratnich krajów socjalistycznych”. W lecie 1956 r. uruchomiono pierwszy lot do Wiednia, a rok później połączenie otworzyła pierwsza firma z Zachodu (KLM).
W r. 1985 otwarto Terminal 2A, a w 1998 – Terminal 2B. Rok później z lotniska Ferihegy startowały amerykańskie samoloty, dokonujące nalotów na Jugosławię. W 2007 r. wybudowano stację kolejową Ferihegy (na linii Budapeszt-Cegléd). W 2011 r. lotnisko otrzymało oficjalną nazwę Międzynarodowy Port Lotniczy im. Ferenca Liszta (Liszt Ferenc Nemzetközi Repülőtér – z okazji 200. rocznicy urodzin kompozytora).
Terminal 1 obsługuje tzw. „tanie linie lotnicze”, Terminal 2A – loty do państw strefy Schengen, Terminal 2B – poza strefę Schengen.